# Otthoni videójáték-konzolok listája
Ez az otthoni videójáték-konzolok listája, ami az otthoni videójáték-konzolat sorolja fel megjelenésük sorrendjében. A listán nem szerepelnek a kézi videójáték-konzolok, mikrokonzolok, dedikált konzolok, hardverrevíziók vagy a hivatalos, illetve a szoftverkalózok által készített klónok.

## Első generáció (1972–1977)

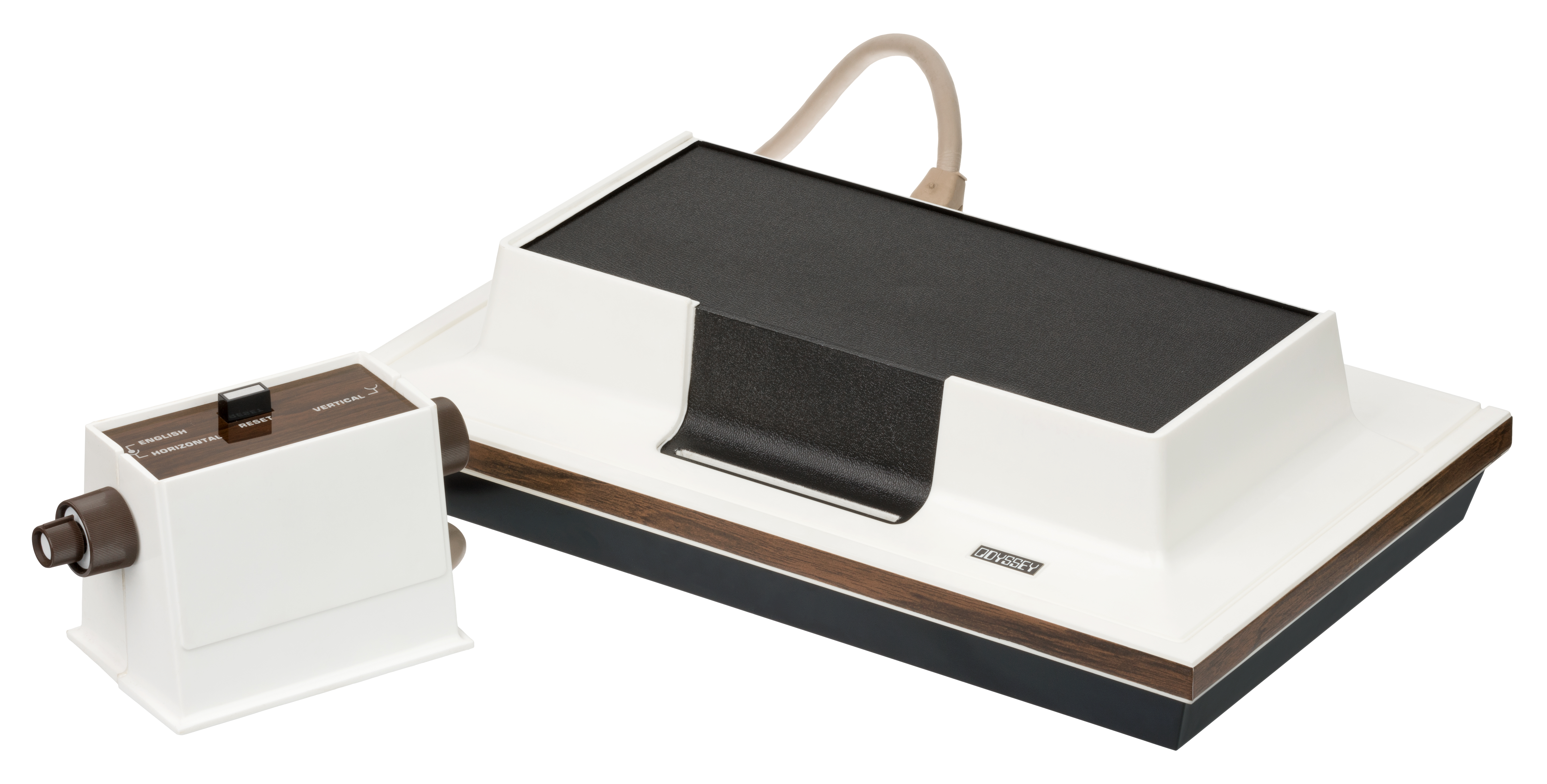
Magnavox Odyssey (1972)

| Név              | Megjelenés       | Gyártó   | Eladott darab | Megjegyzés |
| ---------------- | ---------------- | -------- | ------------- | --- |
| Magnavox Odyssey | 1972. szeptember | Magnavox | ~350 000      | Az első otthoni videójáték-konzol a Magnavox Odyssey volt, ami 1972-ben jelent Észak-Amerikában és 1973-ban Európában. |

## Második generáció (1976–1984)

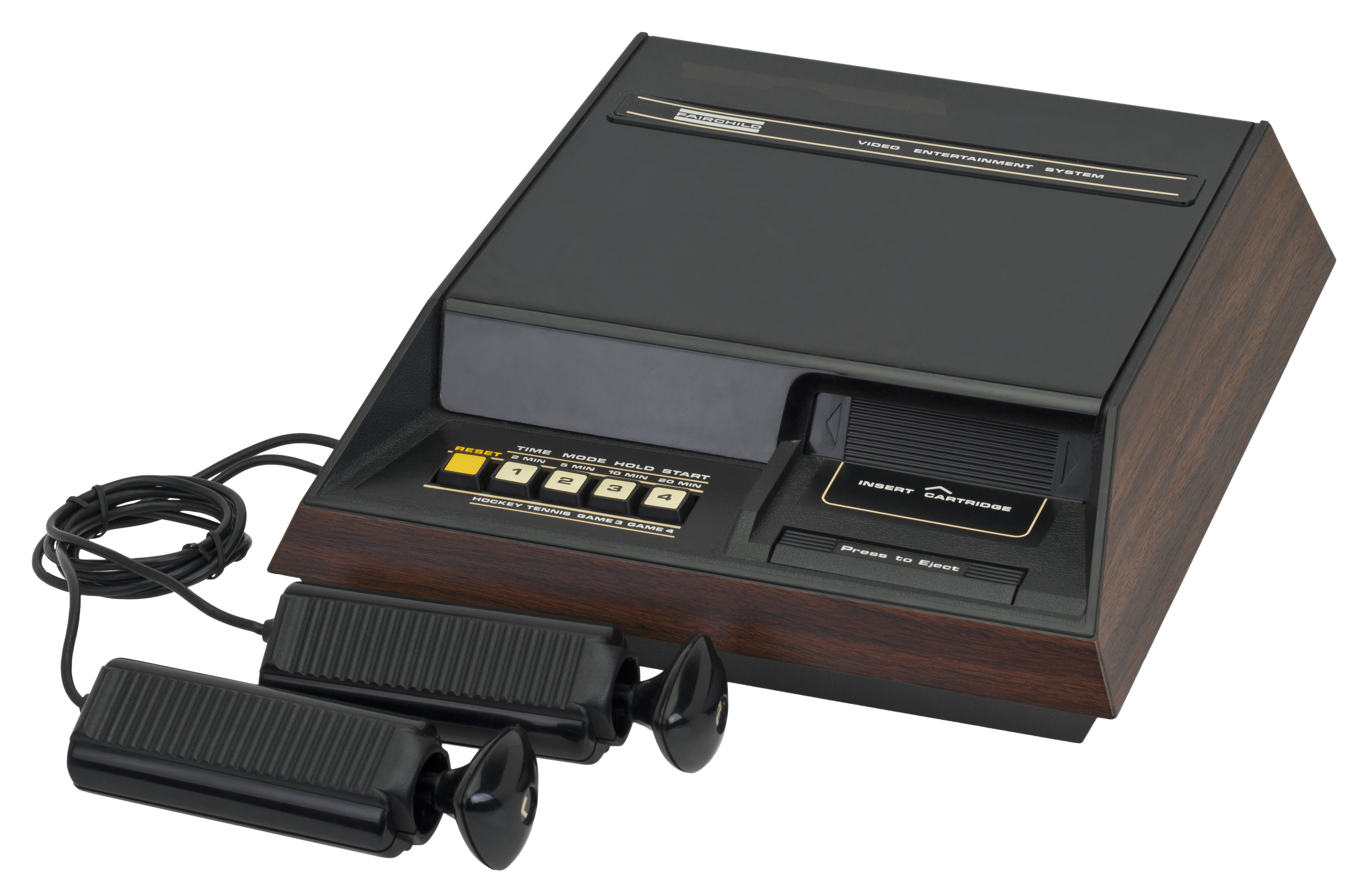
Fairchild Channel F (1976)
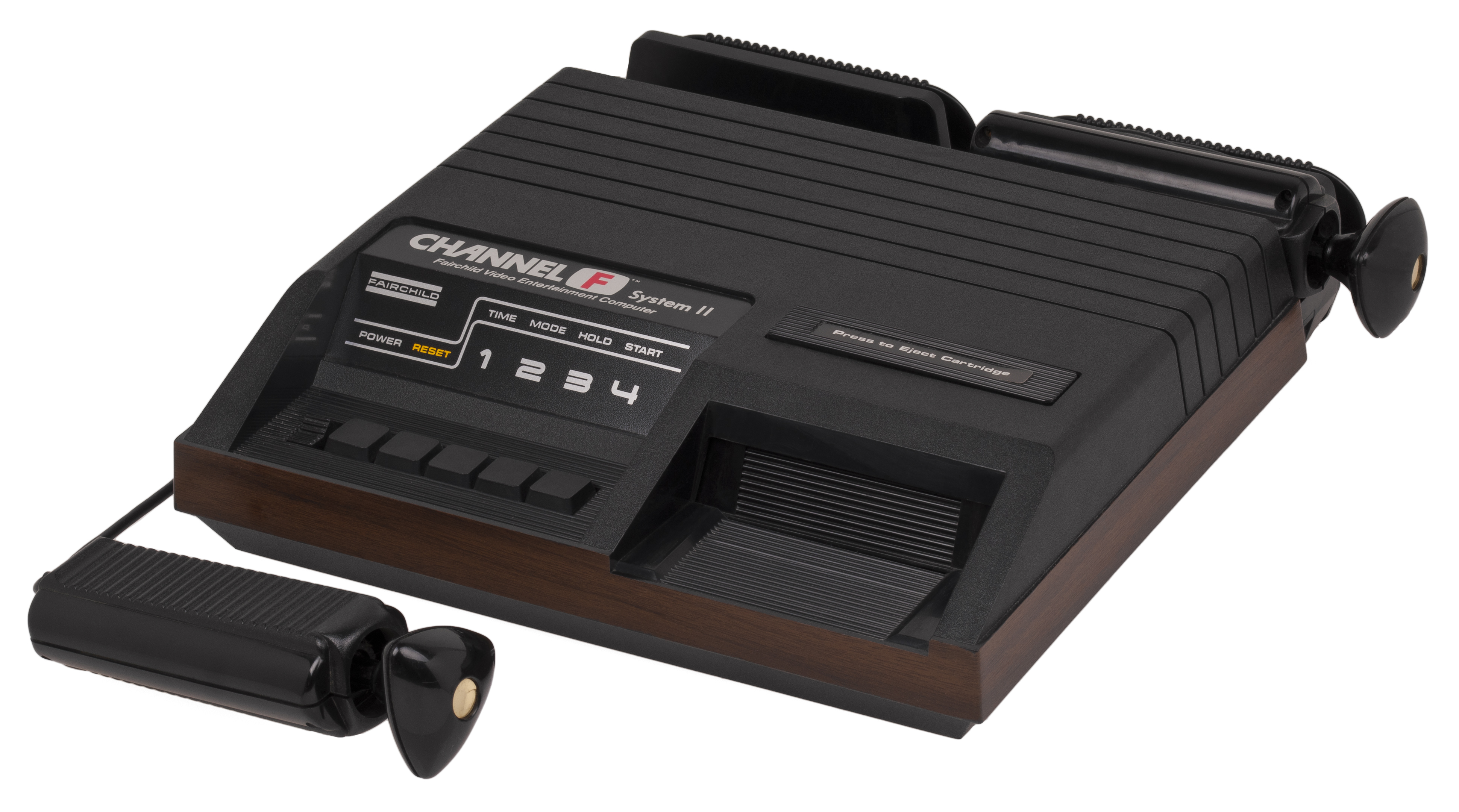
Fairchild Channel F II (1979)
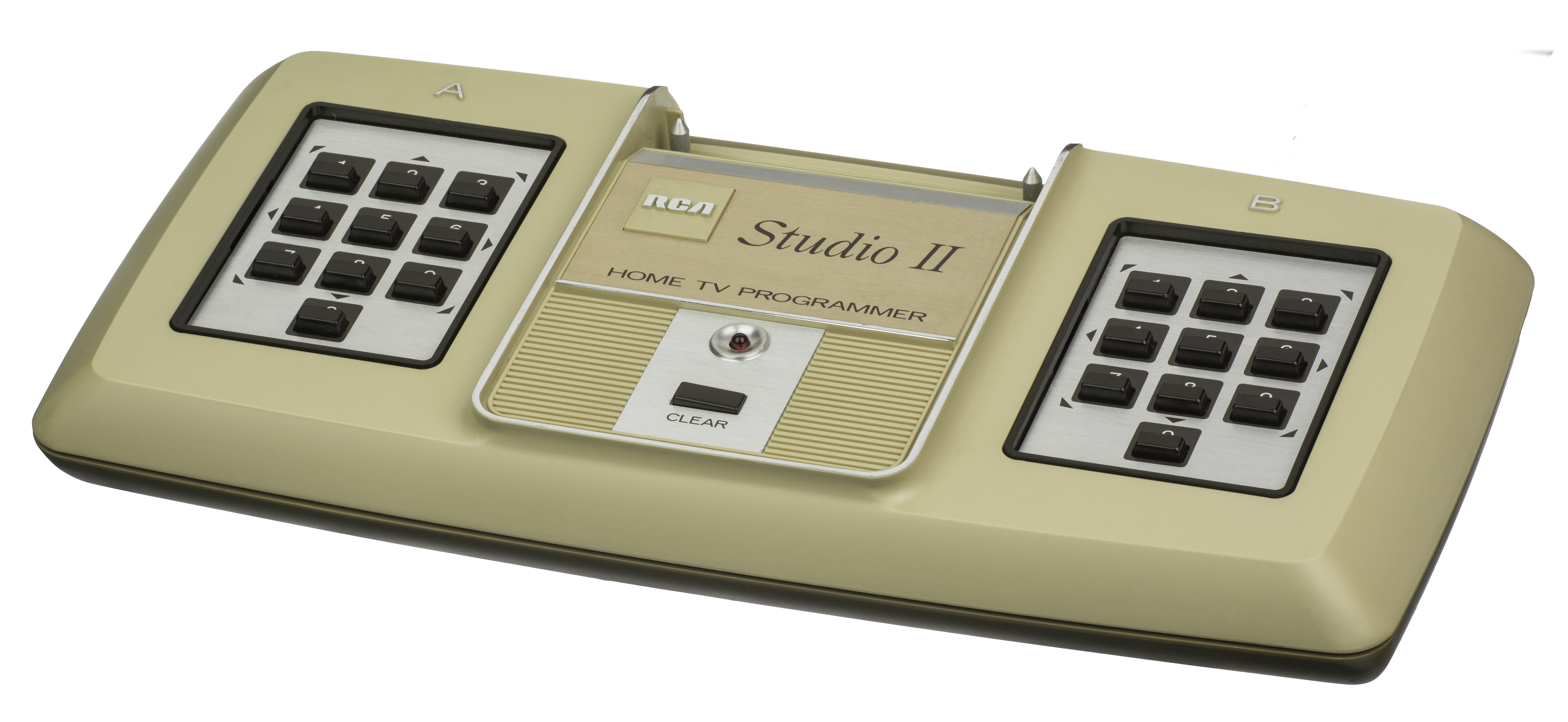
RCA Studio II (1977)
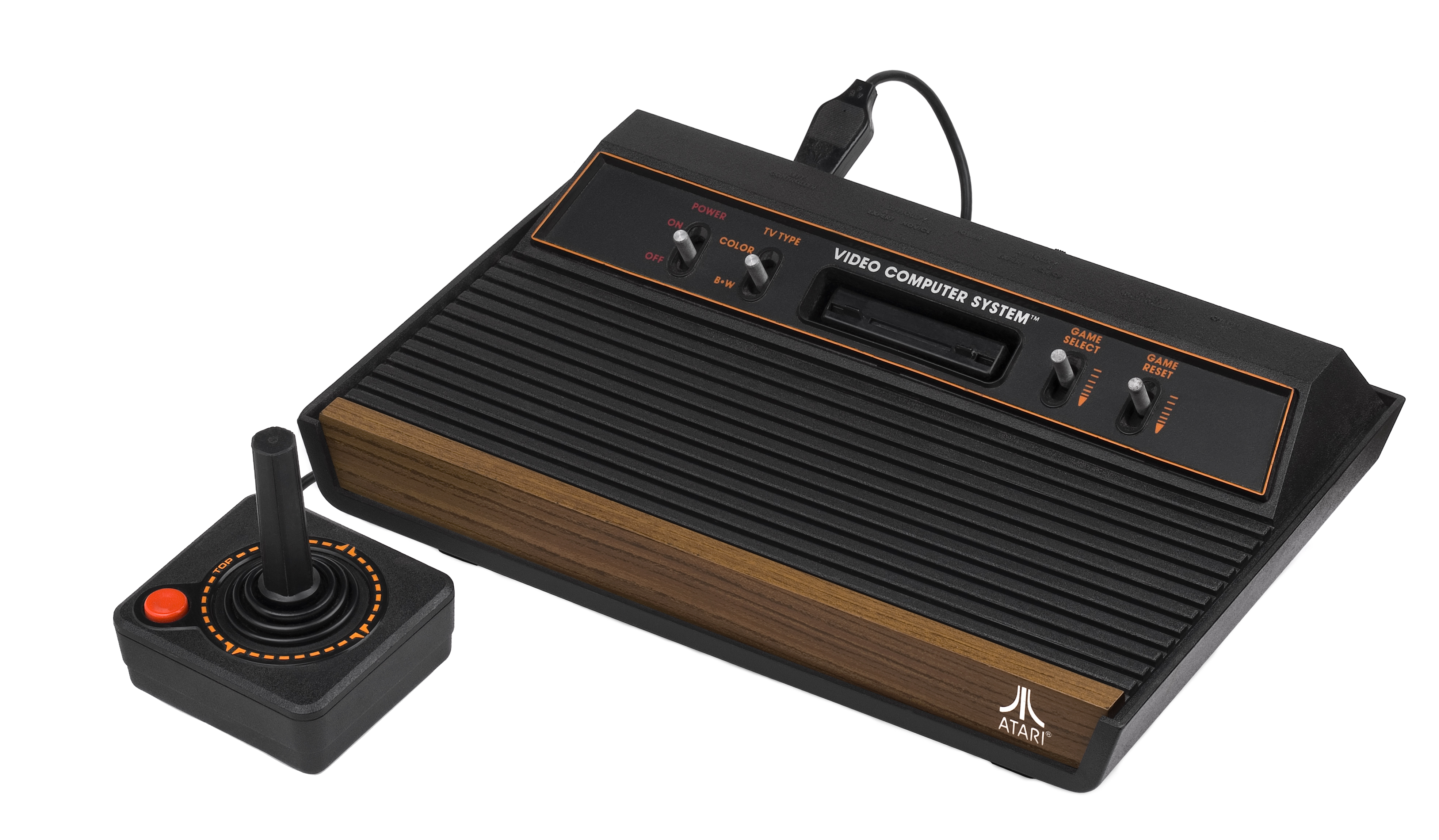
Atari 2600 (1977)
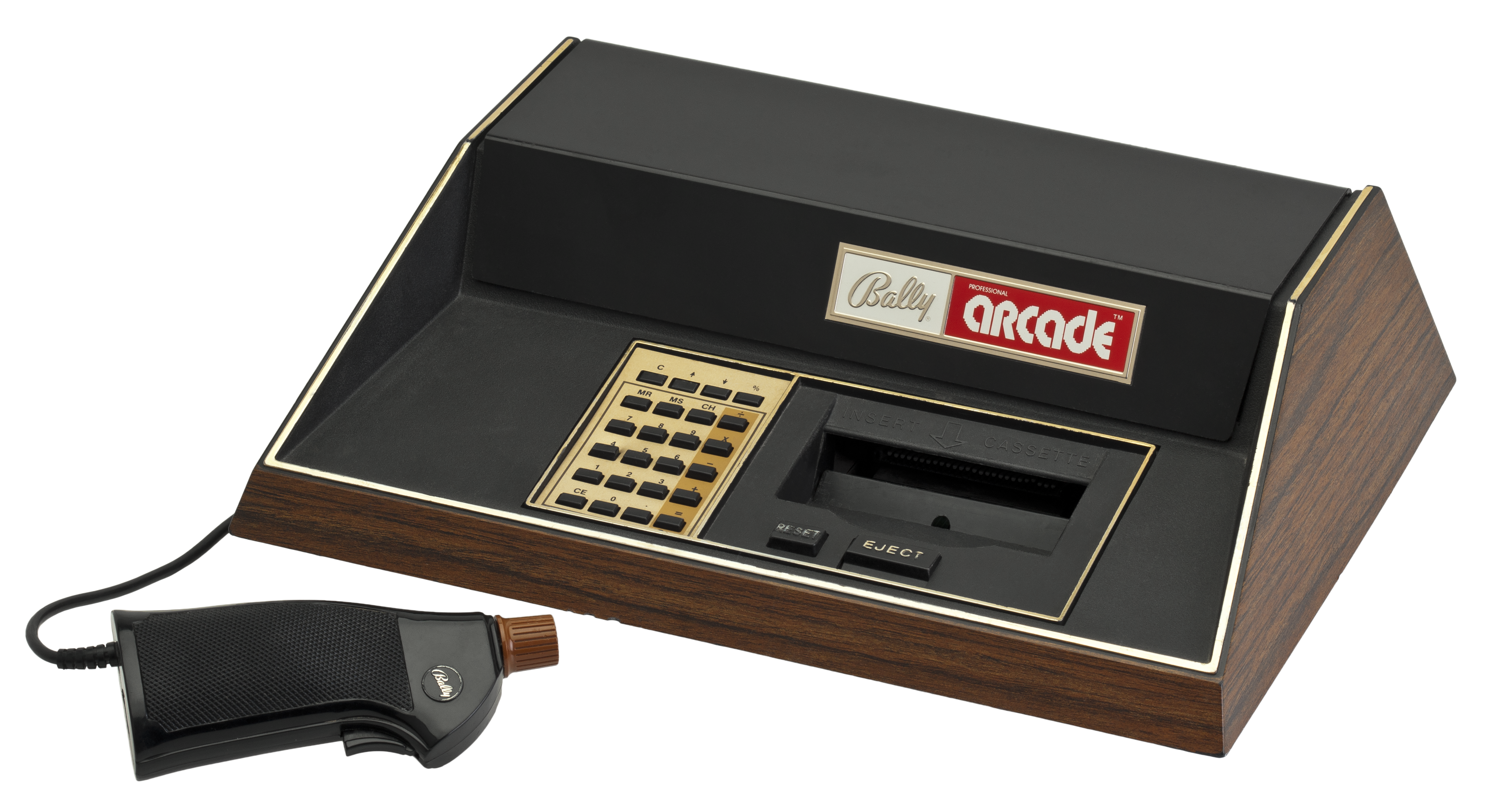
Bally Astrocade (1977)
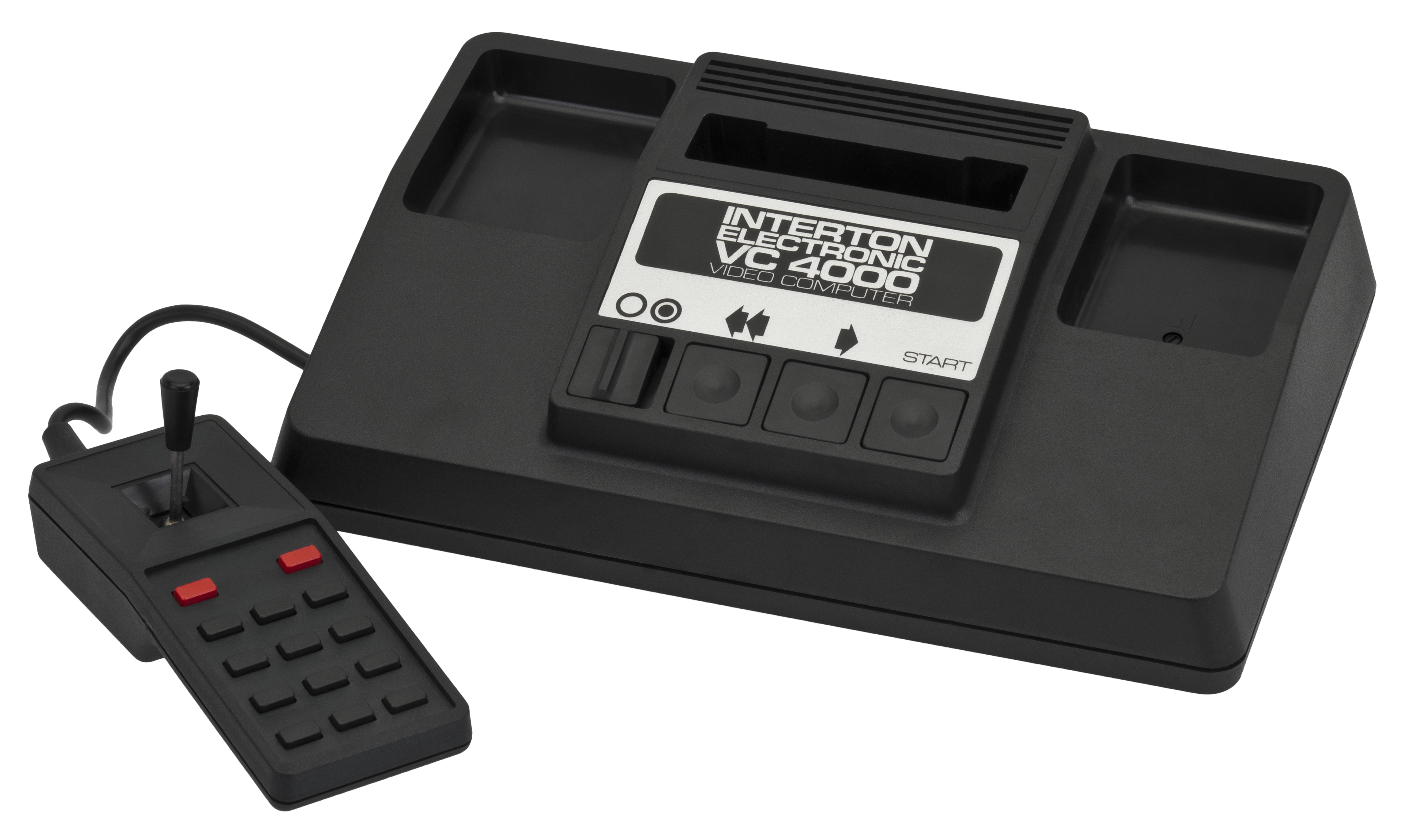
VC 4000 (1978)
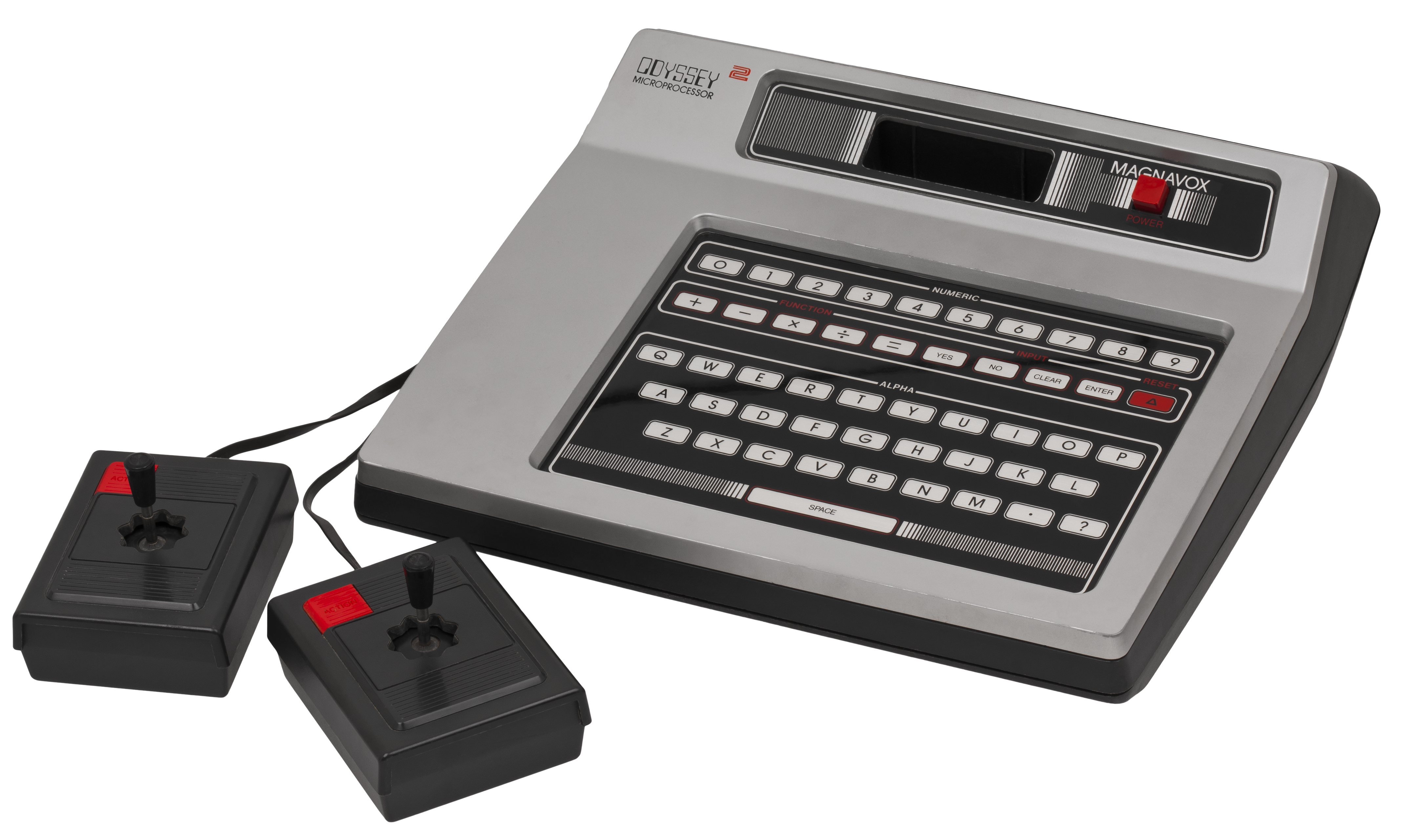
Philips Videopac G7000 (1978)
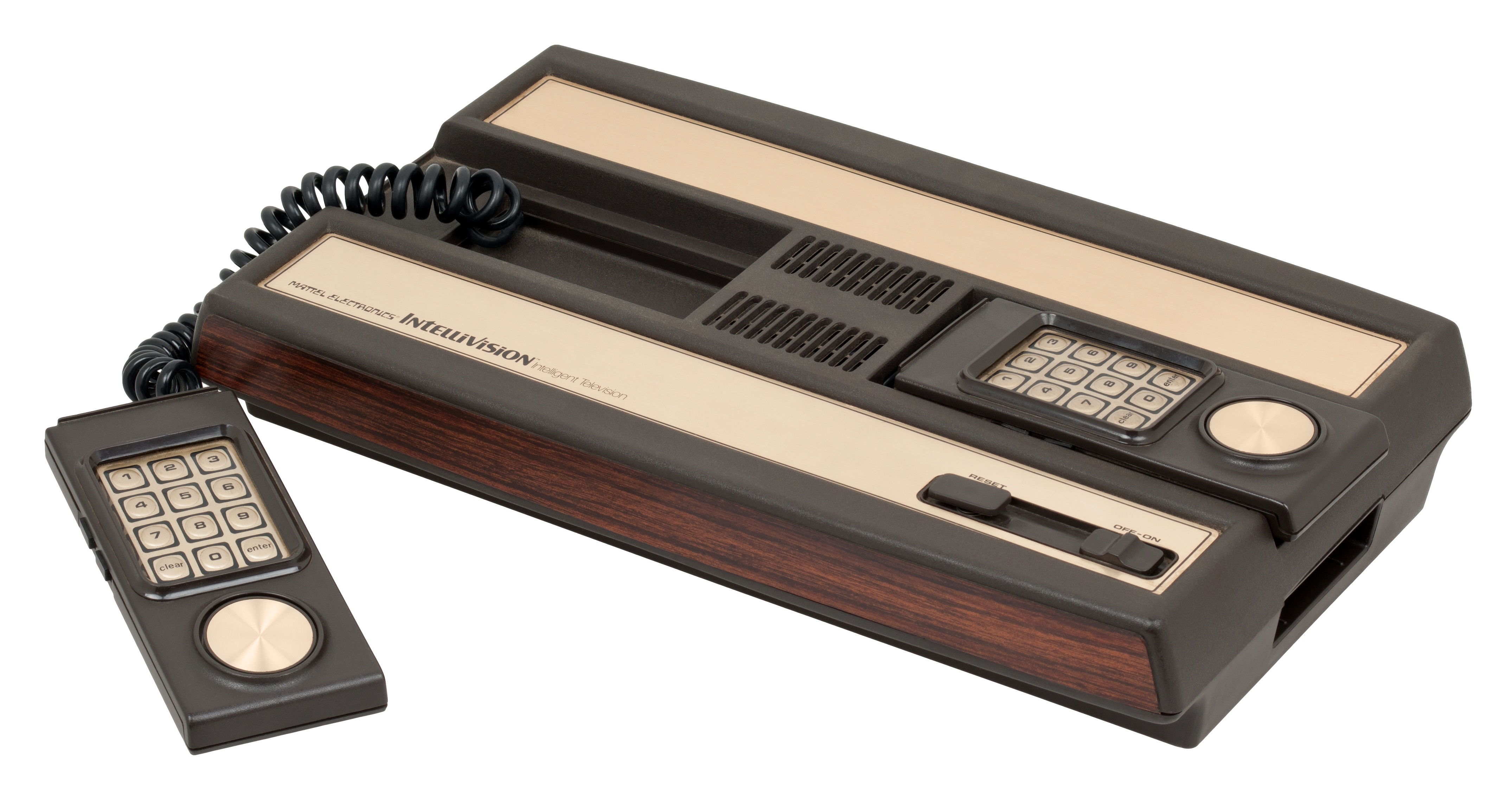
Intellivision (1980)
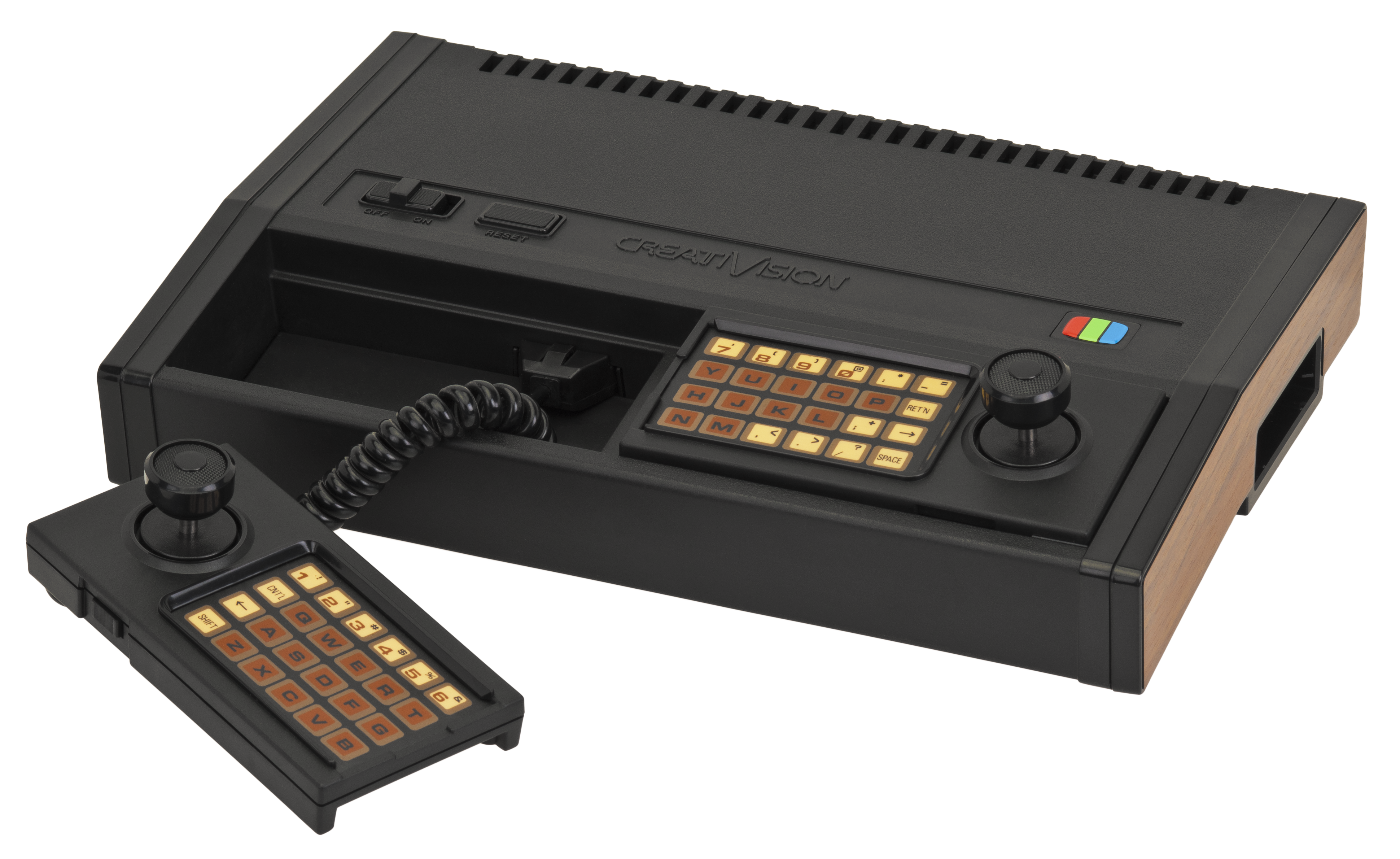
VTech CreatiVision (1981)
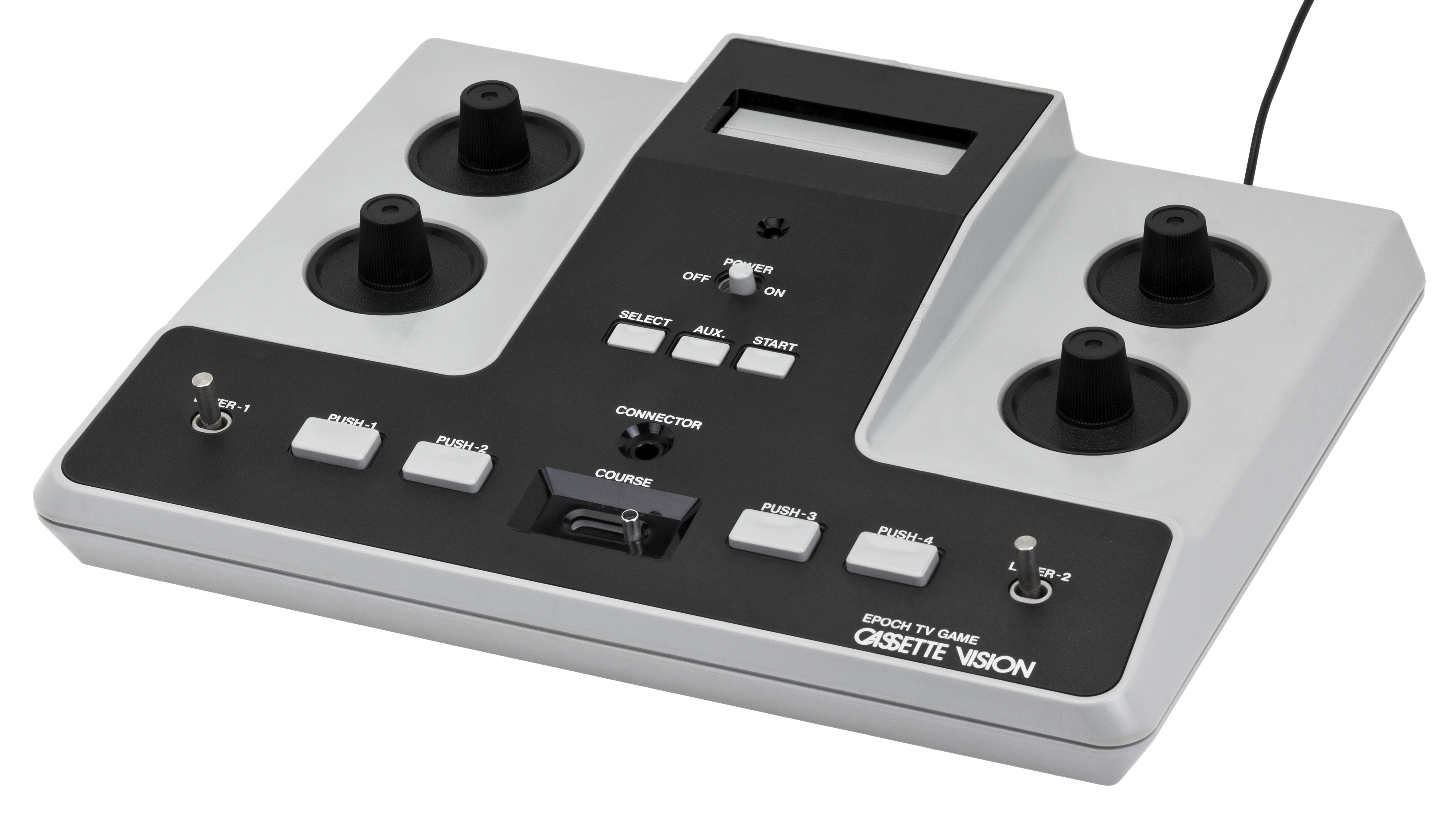
Epoch Cassette Vision (1981)
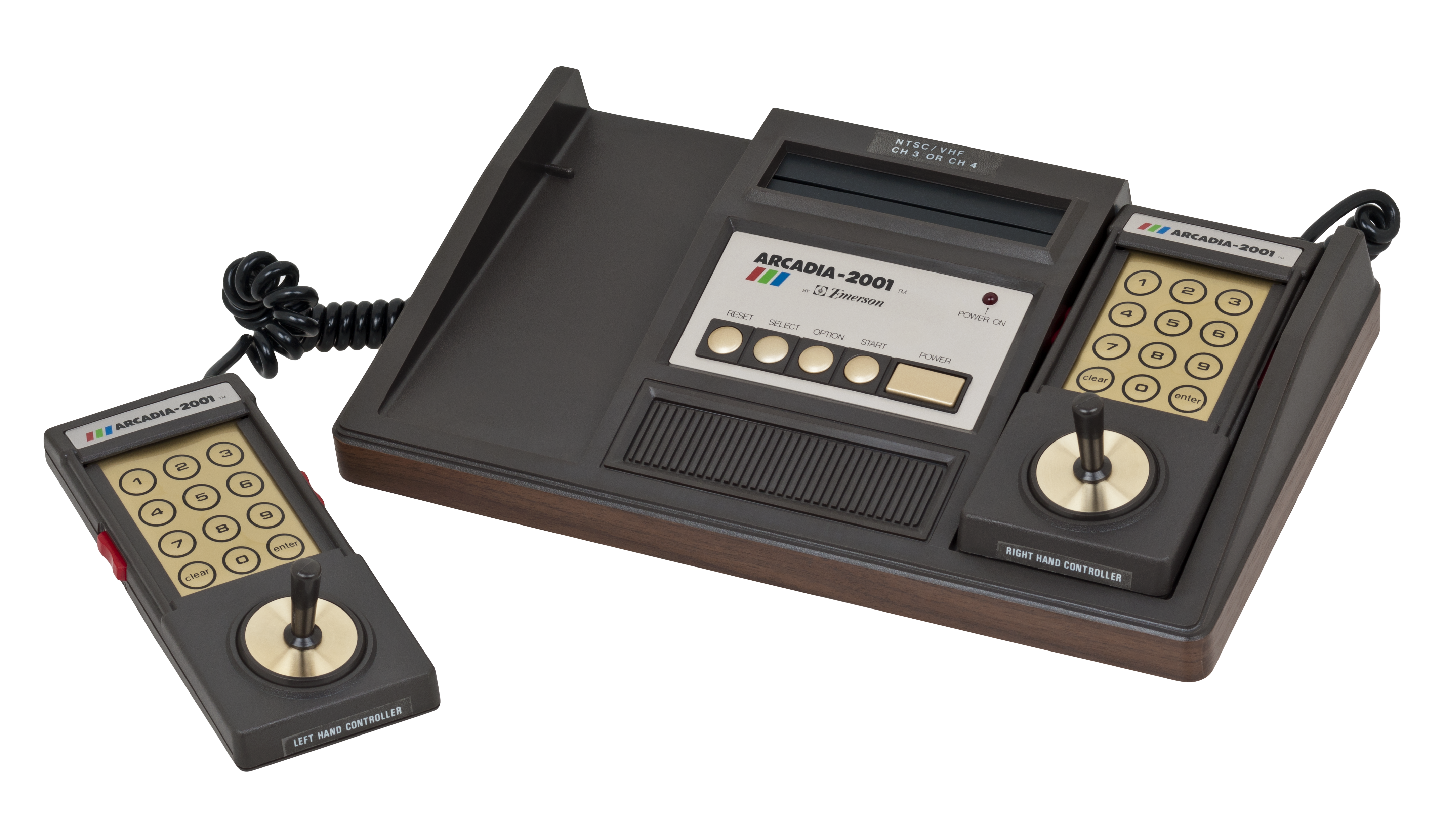
Arcadia 2001 (1982)
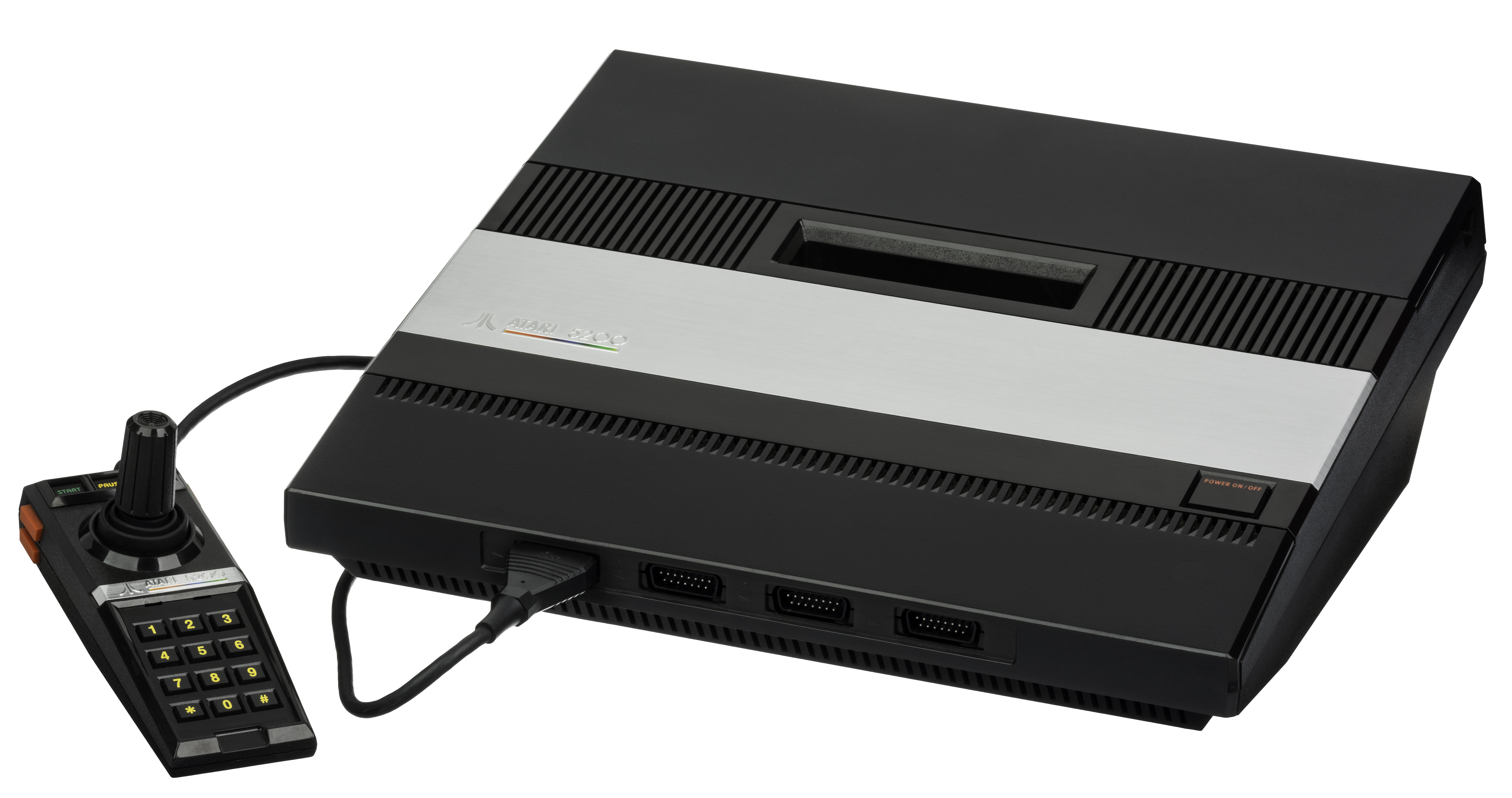
Atari 5200 (1982)
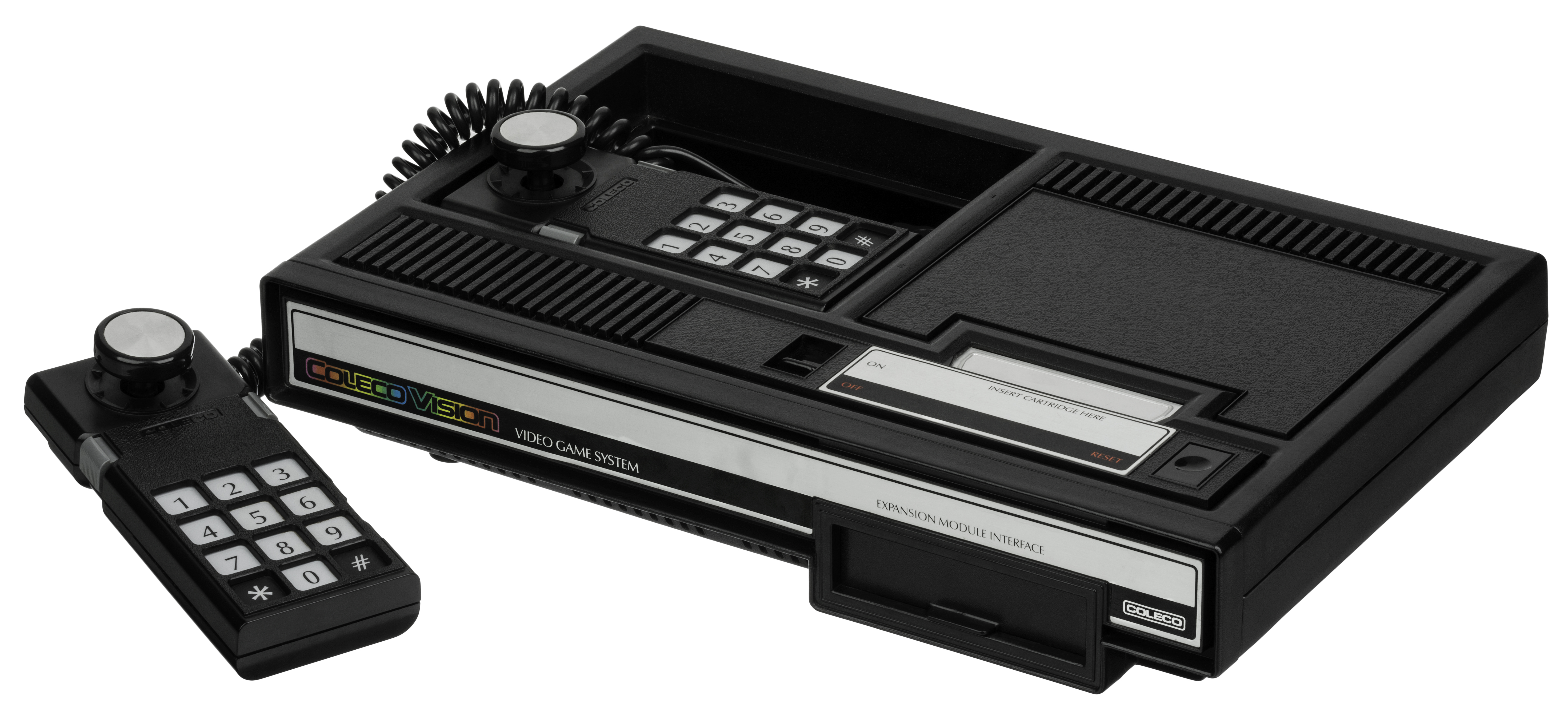
ColecoVision (1982)
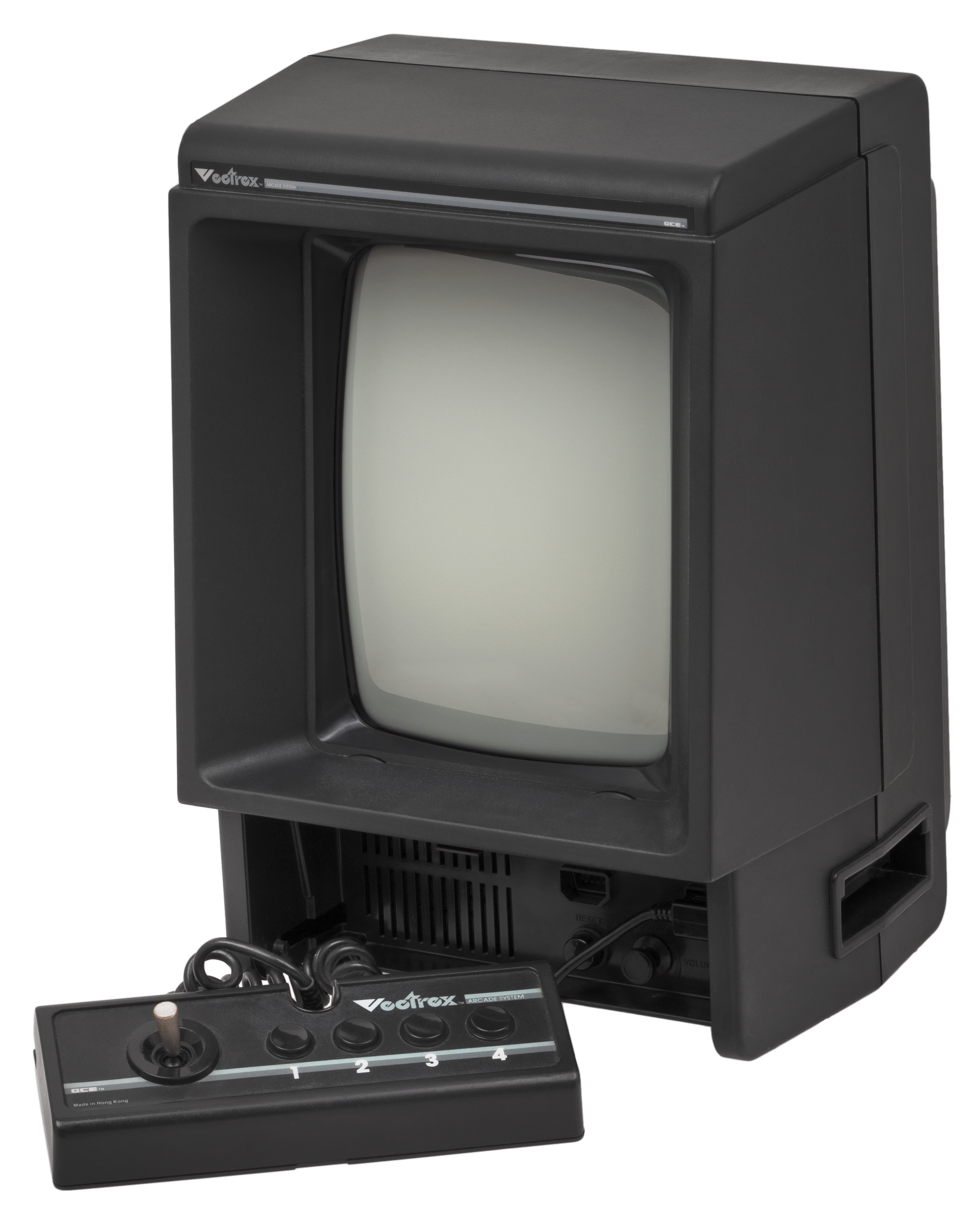
Vectrex (1982)

| Név                      | Megjelenés | Gyártó                                                | Eladott darab |
| ------------------------ | ---------- | ----------------------------------------------------- | ------------- |
| Fairchild Channel F      | 1976       | Fairchild                                             | ~250 000      |
| Atari 2600               | 1977       | Atari                                                 | 30 millió     |
| APF-MP1000               | 1978       | APF                                                   |               |
| RCA Studio II            | 1978       | RCA                                                   |               |
| Bally Astrocade          | 1977       | Midway                                                |               |
| Interton VC4000          | 1978       | Interton                                              |               |
| Philips Videopac G7000   | 1978       | Magnavox                                              |               |
| APF Imagination Machine  | 1979       | APF                                                   |               |
| Intellivision            | 1980       | Mattel                                                | 3 millió      |
| Bandai Super Vision 8000 | 1979       | Bandai                                                |               |
| VTech CreatiVision       | 1981       | VTech                                                 |               |
| Epoch Cassette Vision    | 1981       | Epoch                                                 |               |
| Arcadia 2001             | 1982       | Emerson Radio                                         |               |
| Atari 5200               | 1982       | Atari                                                 |               |
| ColecoVision             | 1982       | Coleco                                                | 2+ millió     |
| Vectrex                  | 1982       | General Consumer Electronics / Milton Bradley Company |               |

## Harmadik generáció (1983–1992)

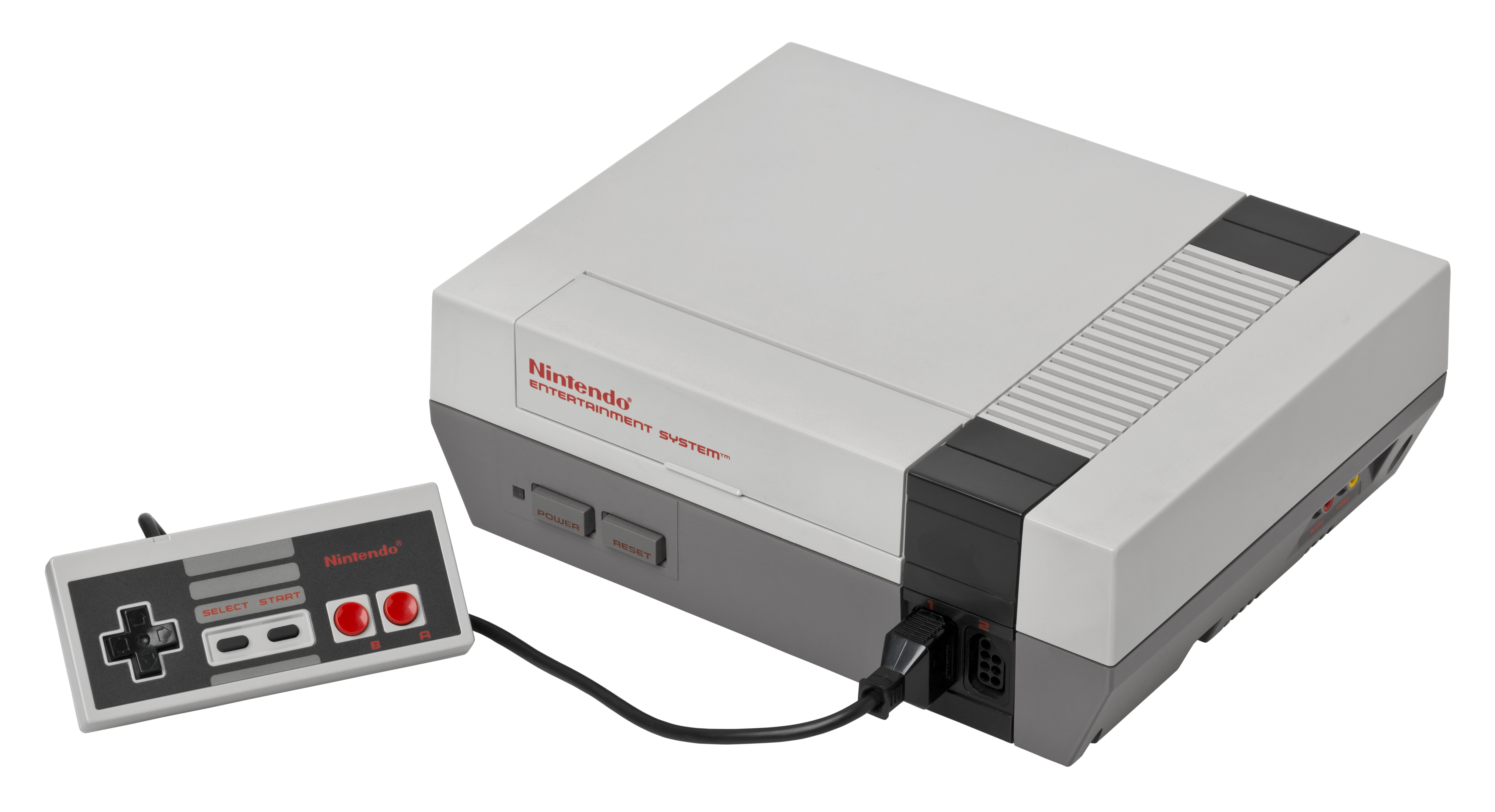
Nintendo Entertainment System (1983)
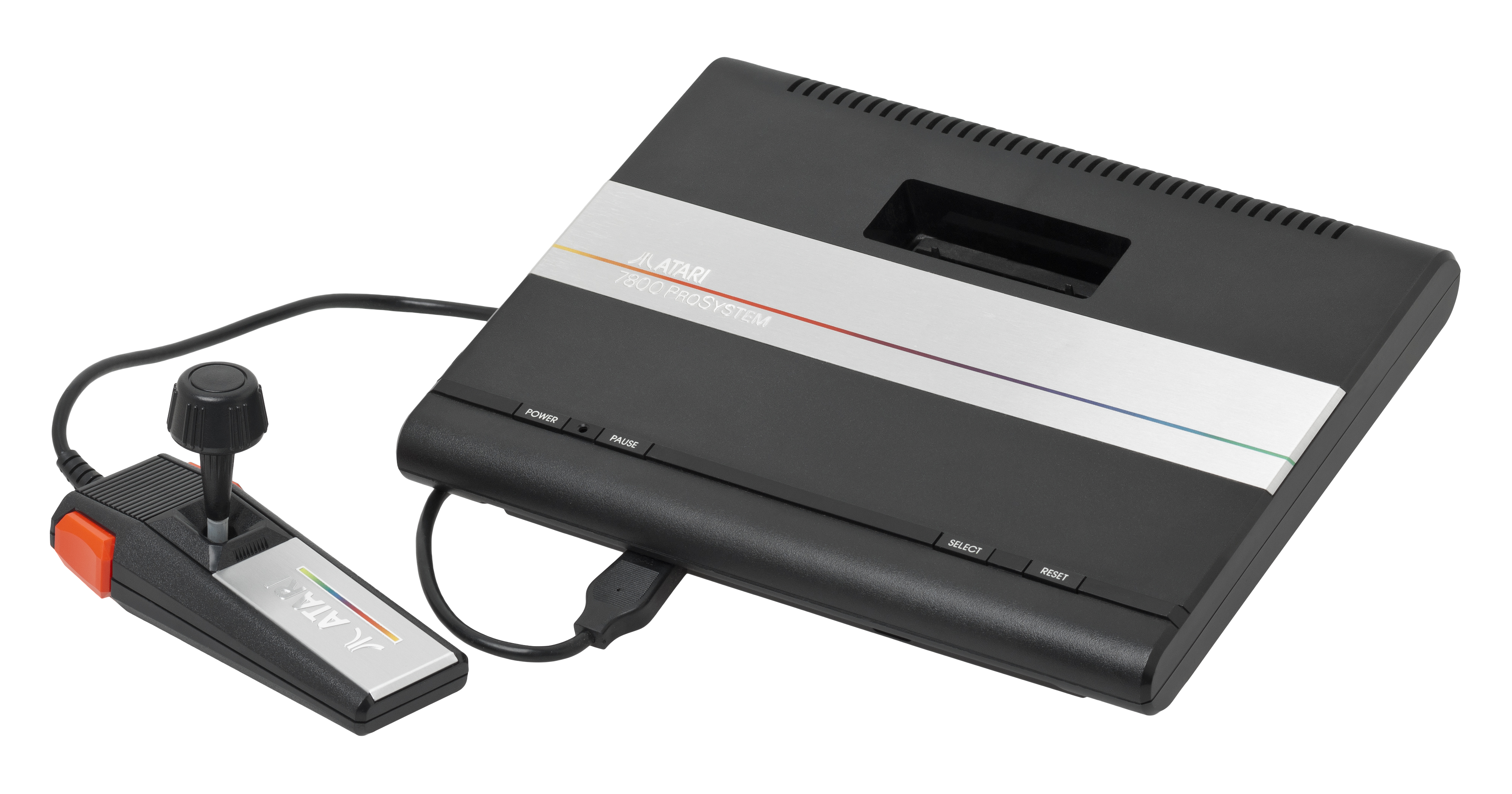
Atari 7800 (1984)
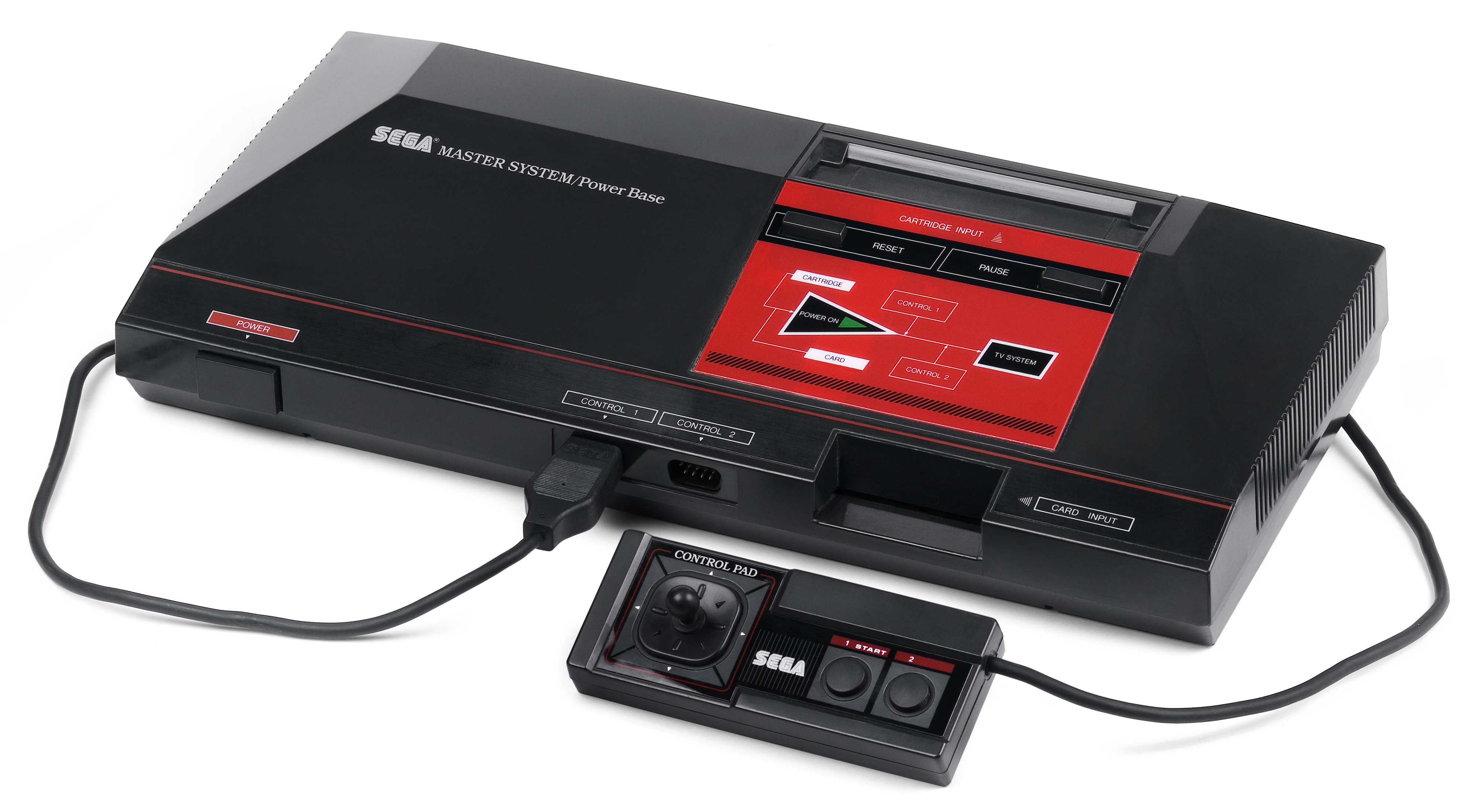
Sega Master System (1985)
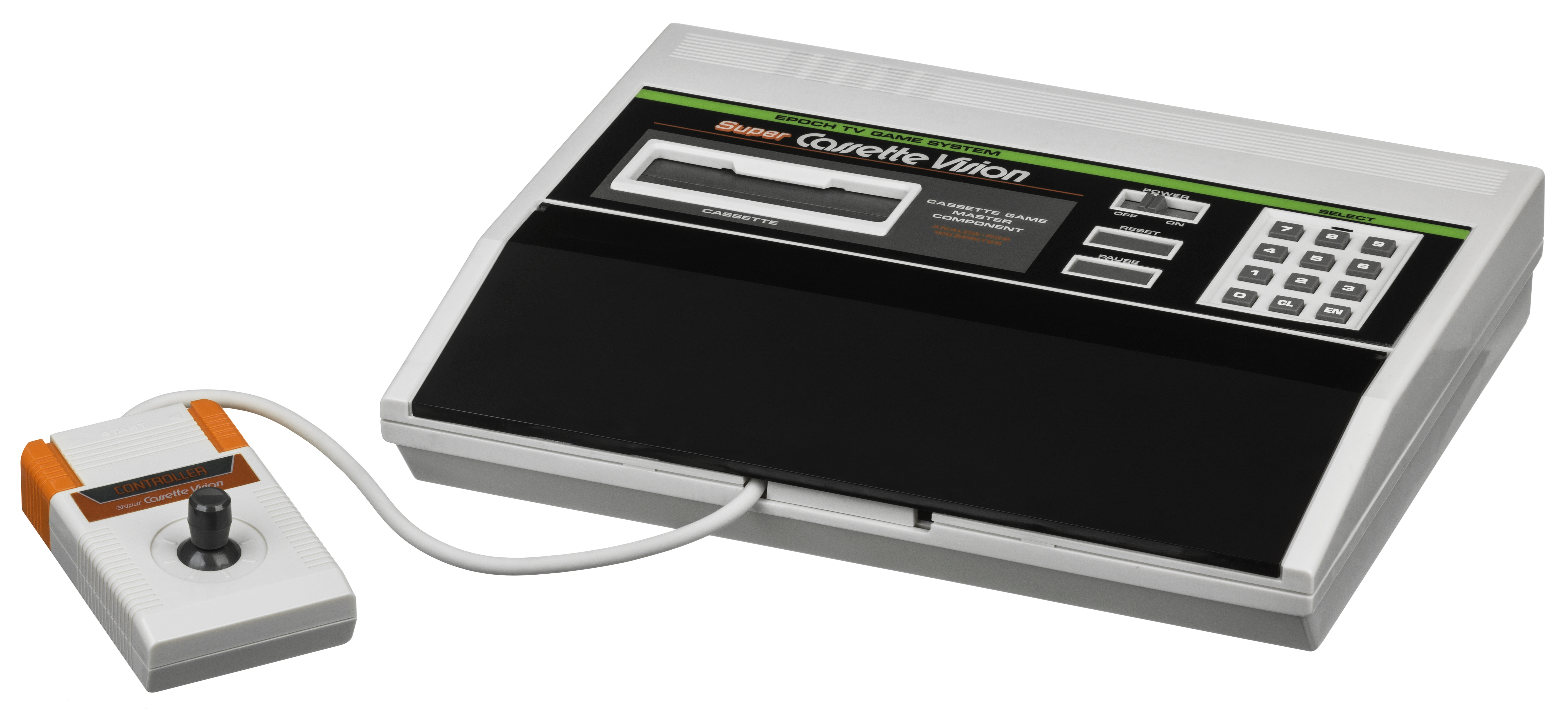
Super Cassette Vision (1984)
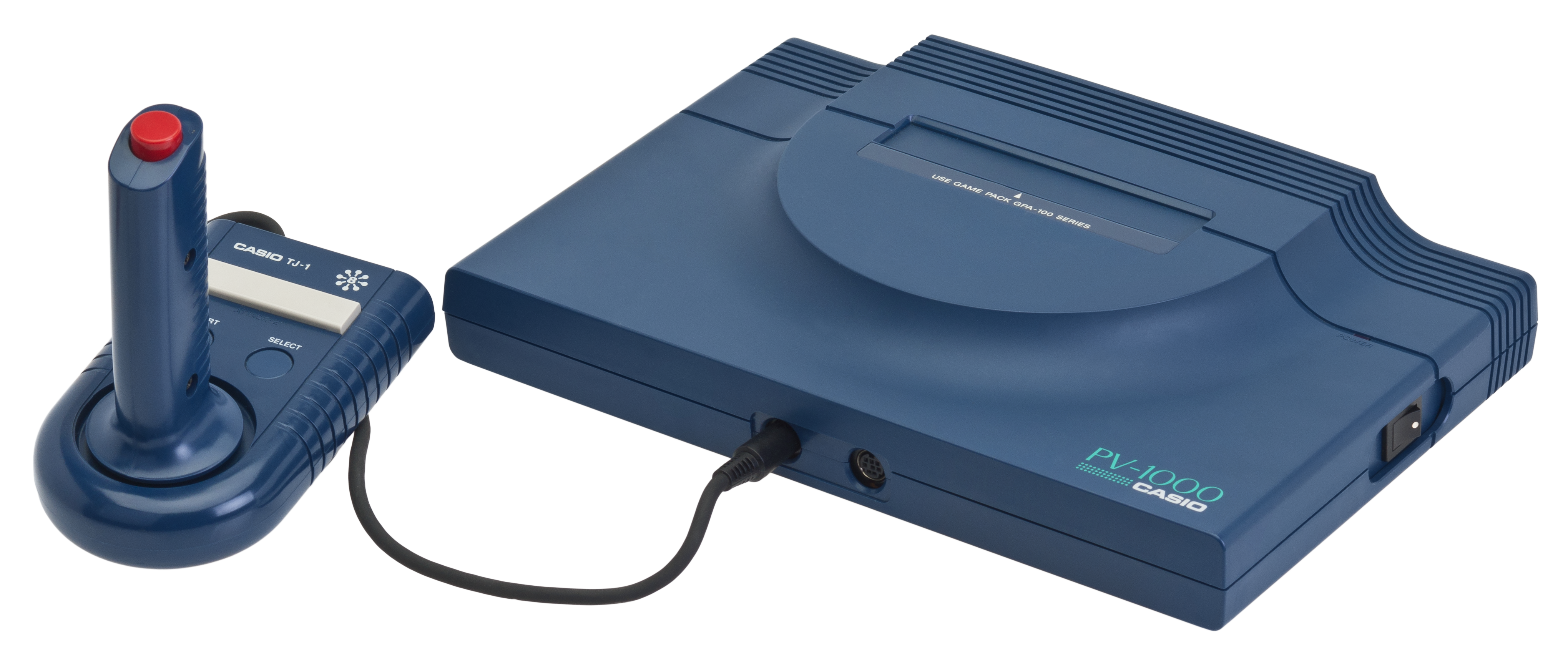
PV-1000 (1983)
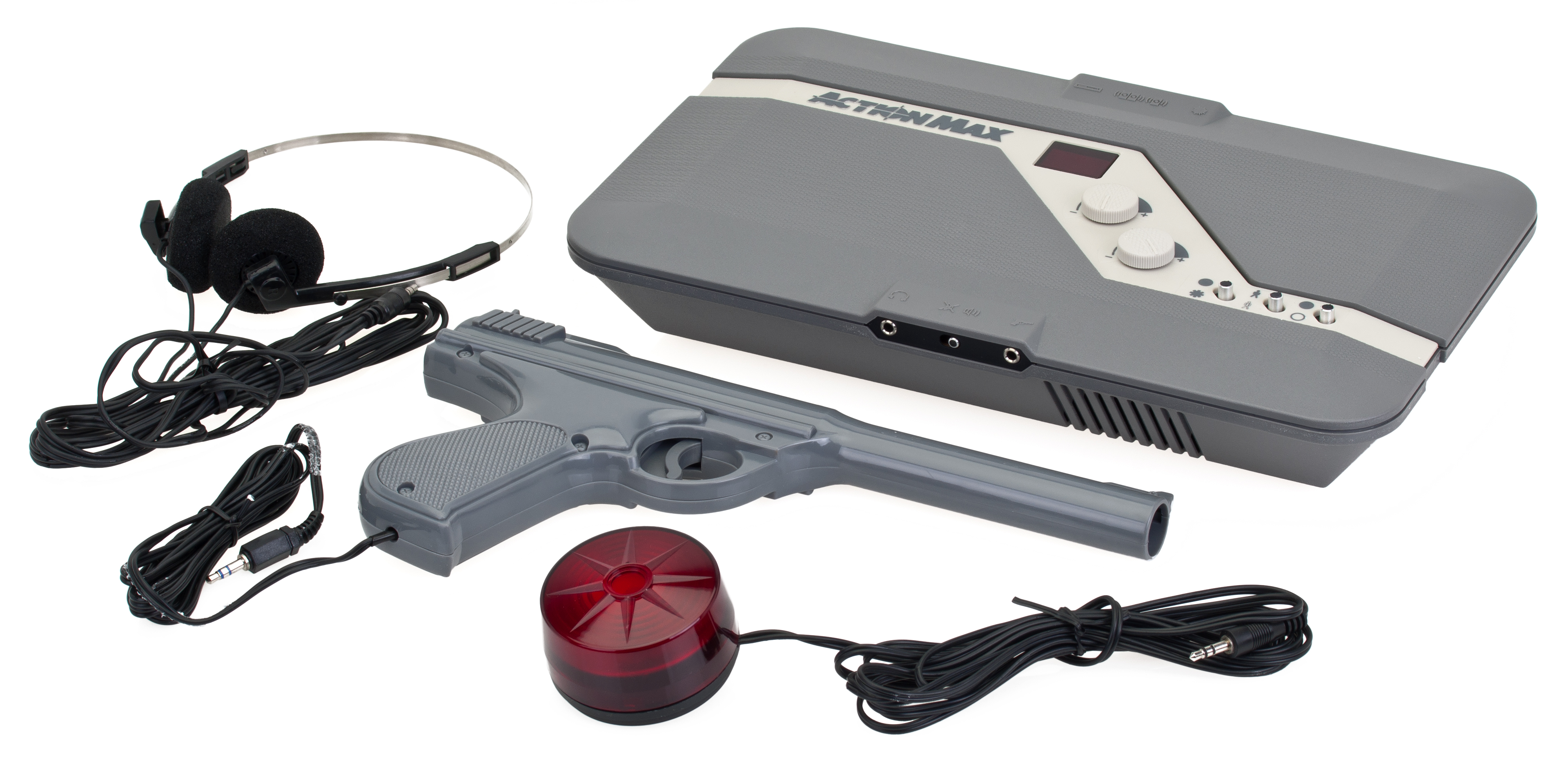
Action Max (1987)

| Név                           | Megjelenés | Gyártó     | Eladott darab |
| ----------------------------- | ---------- | ---------- | ------------- |
| Atari 7800                    | 1986       | Atari      | 1 millió      |
| Sega SG-1000                  | 1983       | Sega       |               |
| Sega Master System            | 1985       | Sega       | 10–13 millió  |
| Nintendo Entertainment System | 1983       | Nintendo   | 61,91 millió  |
| My Vision                     | 1983       | Nichibutsu |               |
| PV-1000                       | 1983       | Casio      | bukás         |
| Philips Videopac + G7400      | 1983       | Philips    |               |
| Amstrad GX4000                | 1990       | Amstrad    | 15 000        |
| Atari XEGS                    | 1987       | Atari      |               |
| Super Cassette Vision         | 1984       | Epoch      | 400 000       |

## Negyedik generáció (1987–1996)

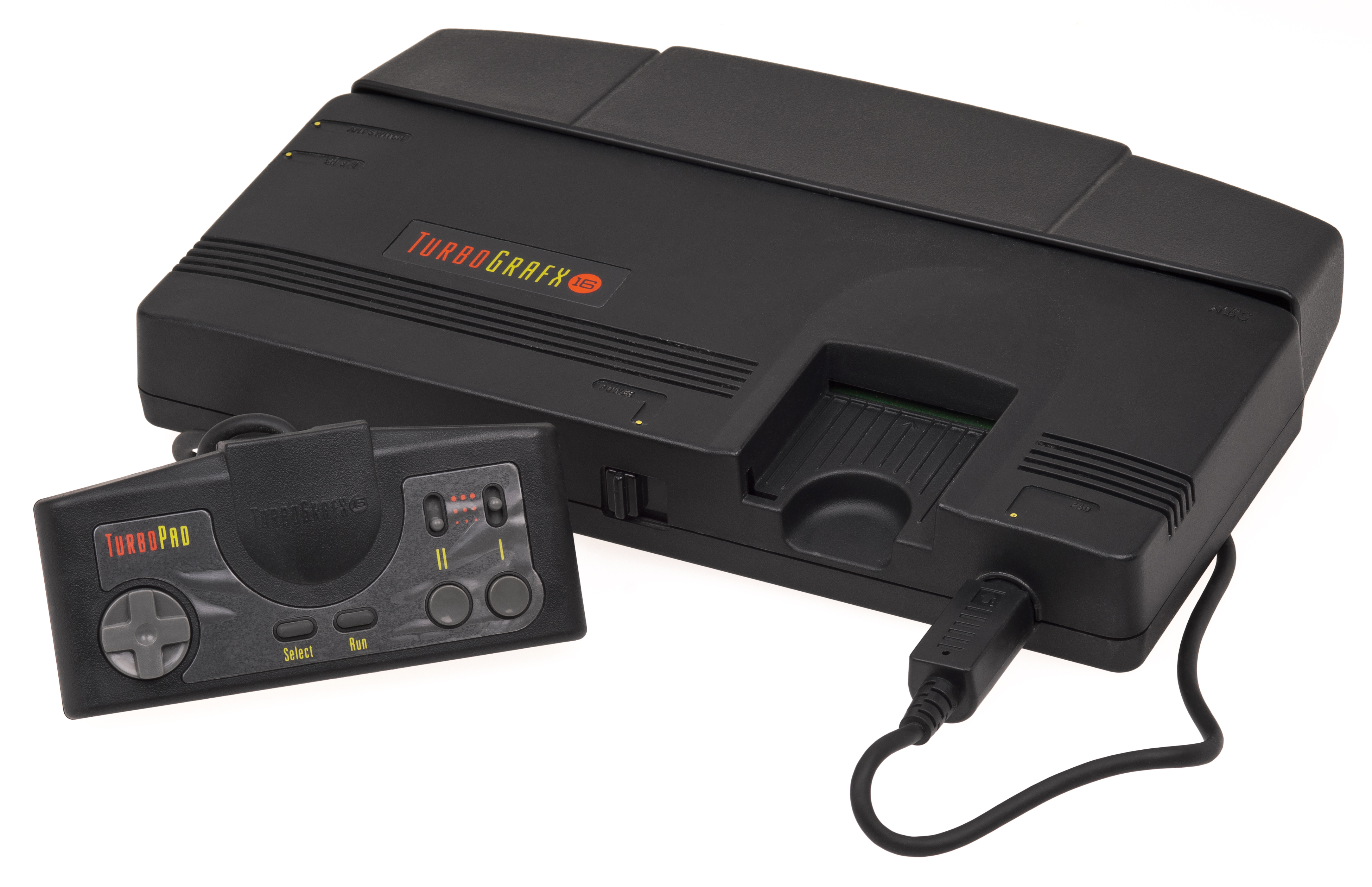
TurboGrafx-16 (1987)
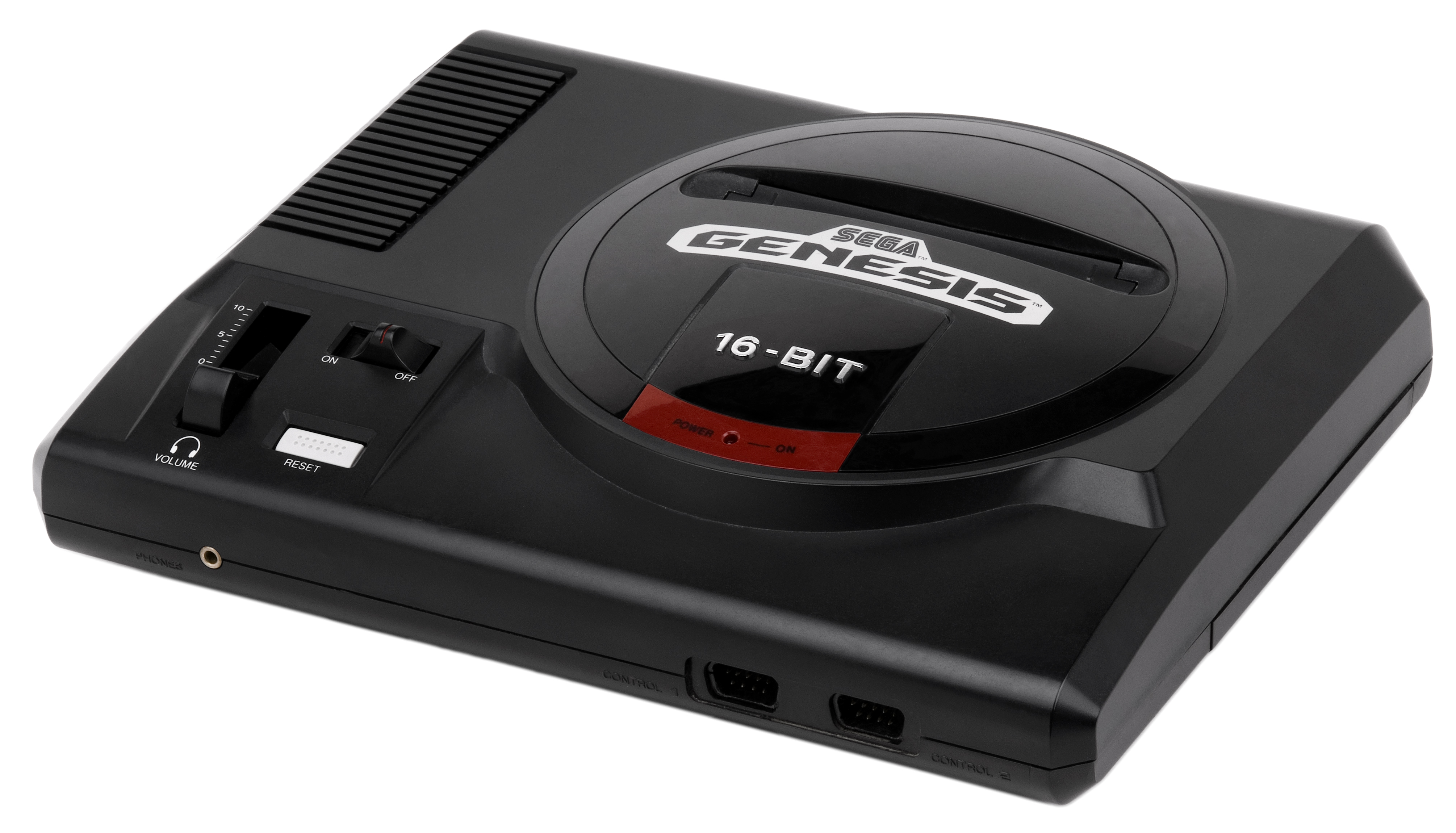
Mega Drive (1988)
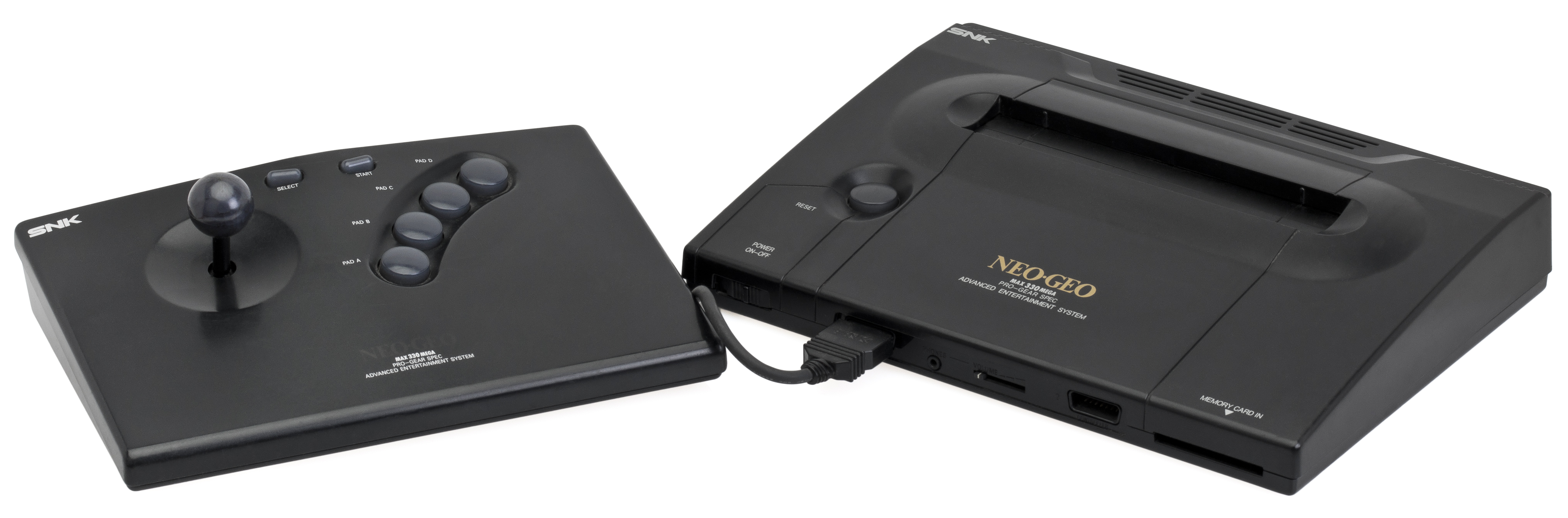
Neo-Geo (1990)
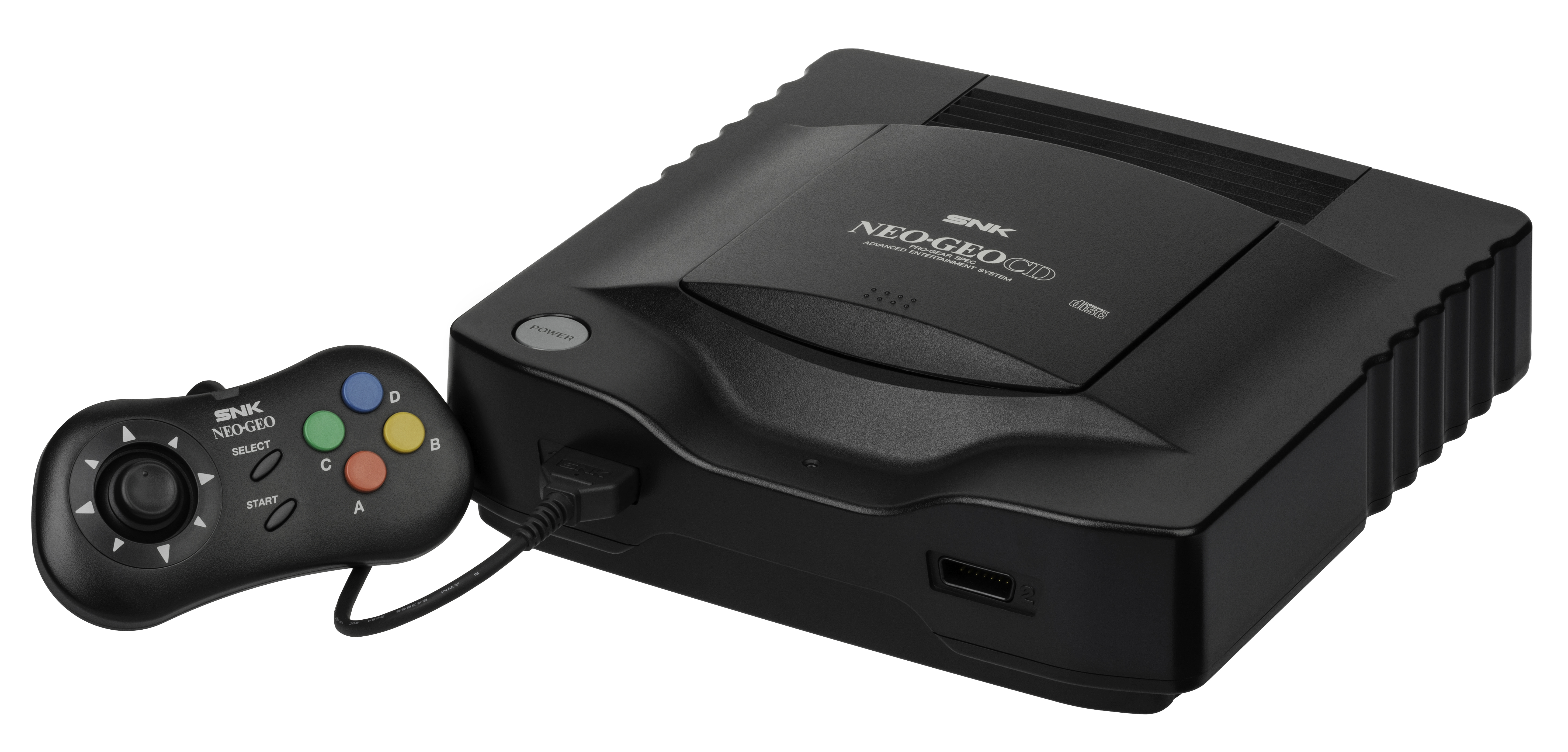
Neo-Geo CD (1994)
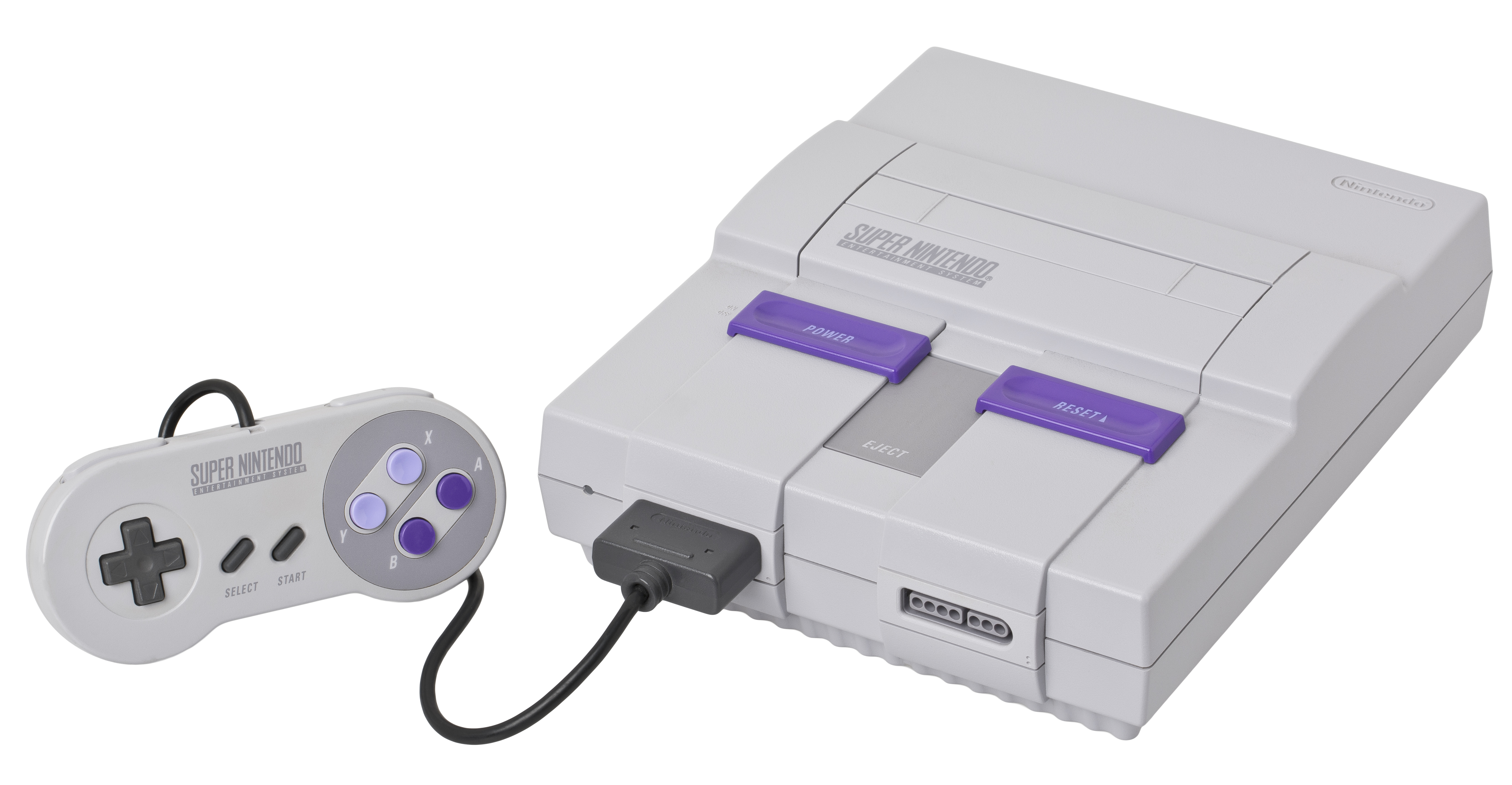
Super Nintendo Entertainment System (1990)
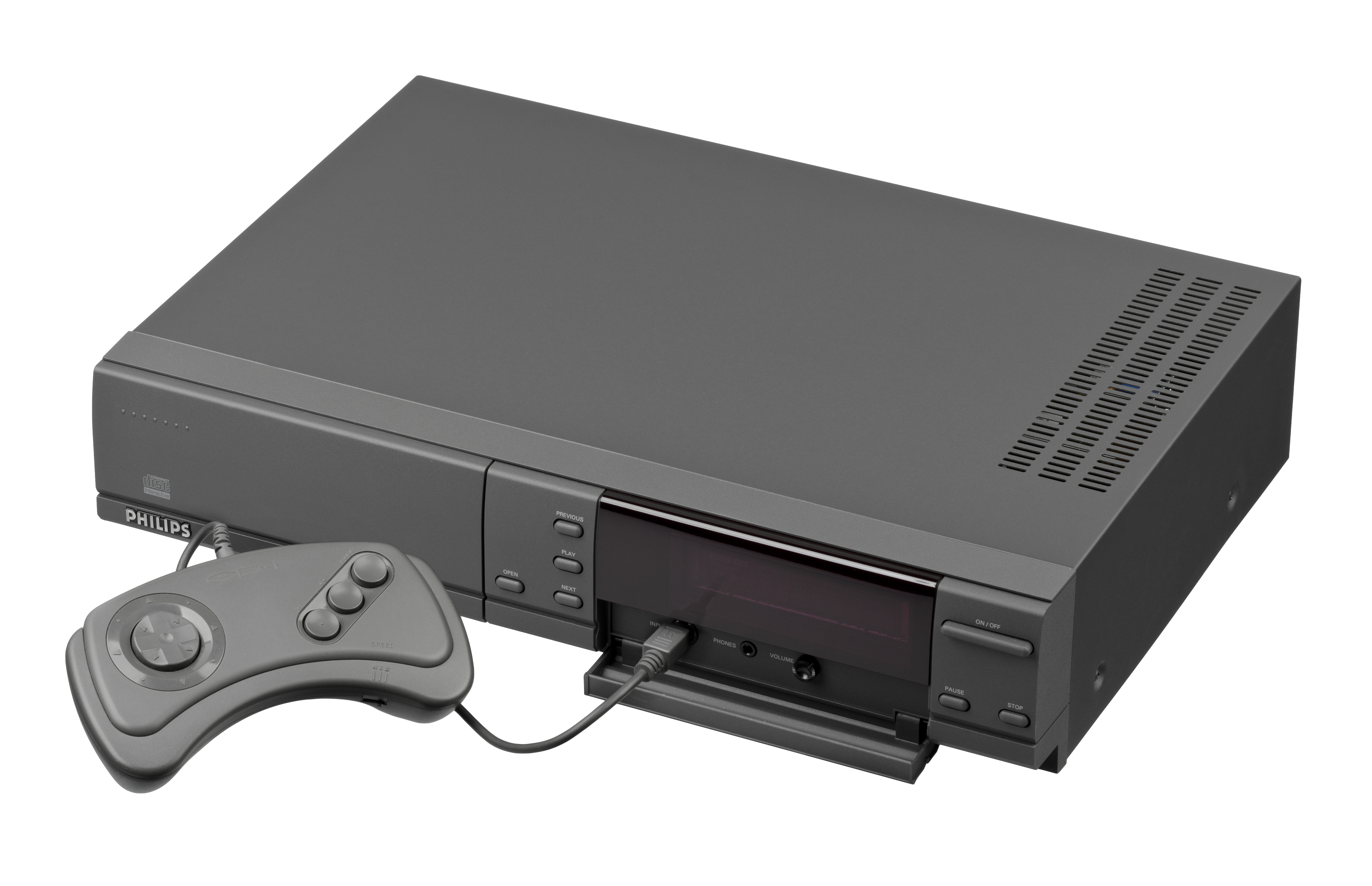
CD-i (1991)

| Név                                 | Megjelenés | Gyártó   | Eladott darab              |
| ----------------------------------- | ---------- | -------- | -------------------------- |
| Mega Drive                          | 1988       | Sega     | 39,7 millió                |
| PC Engine                           | 1987       | NEC      | 5,8 millió                 |
| SuperGrafx                          | 1989       | NEC      | bukás (commercial failure) |
| Neo Geo AES                         | 1990       | SNK      |                            |
| Sega Pico                           | 1994       | Sega     | 3,8 millió                 |
| Neo Geo CD                          | 1994       | SNK      | 570 000                    |
| Super Nintendo Entertainment System | 1990       | Nintendo | 49.1 millió                |
| Philips CD-i                        | 1991       | Philips  | 200 000                    |
| Super A'Can                         | 1995       | Funtech  |                            |
| PC Engine Duo                       | 1991       | NEC      |                            |

## Ötödik generáció (1993–2006)

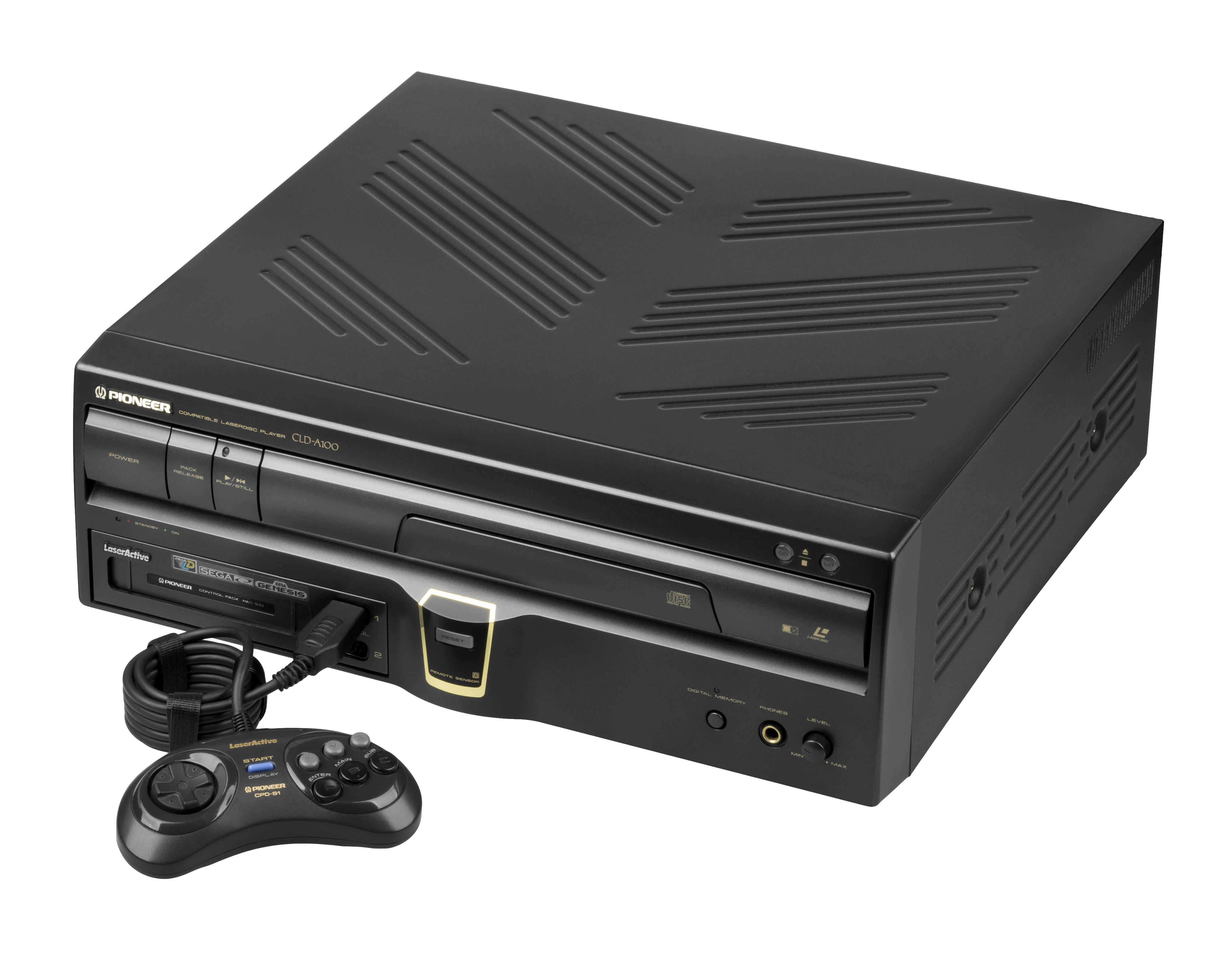
Pioneer LaserActive (1993)
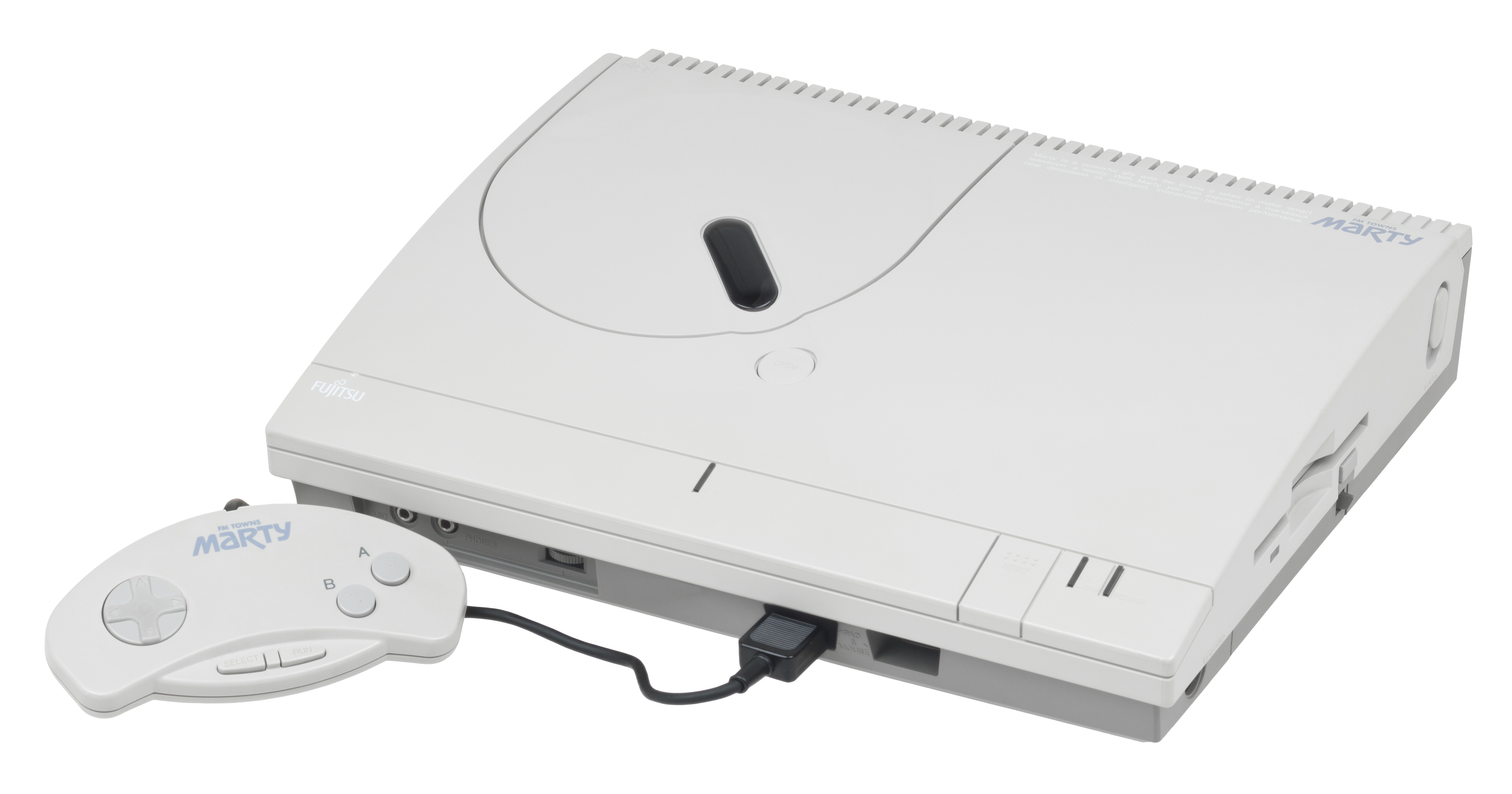
FM Towns Marty (1993)
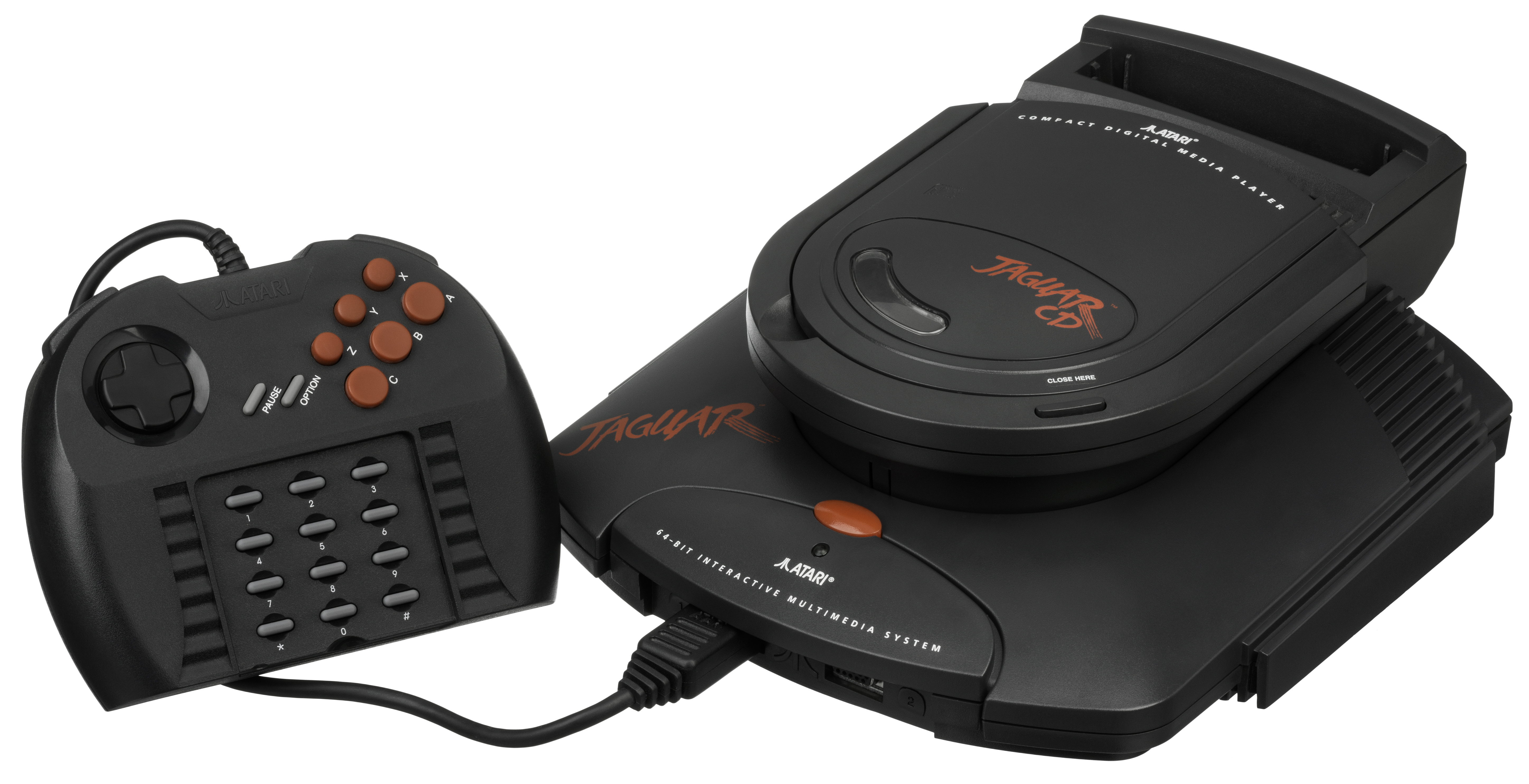
Atari Jaguar (1993)
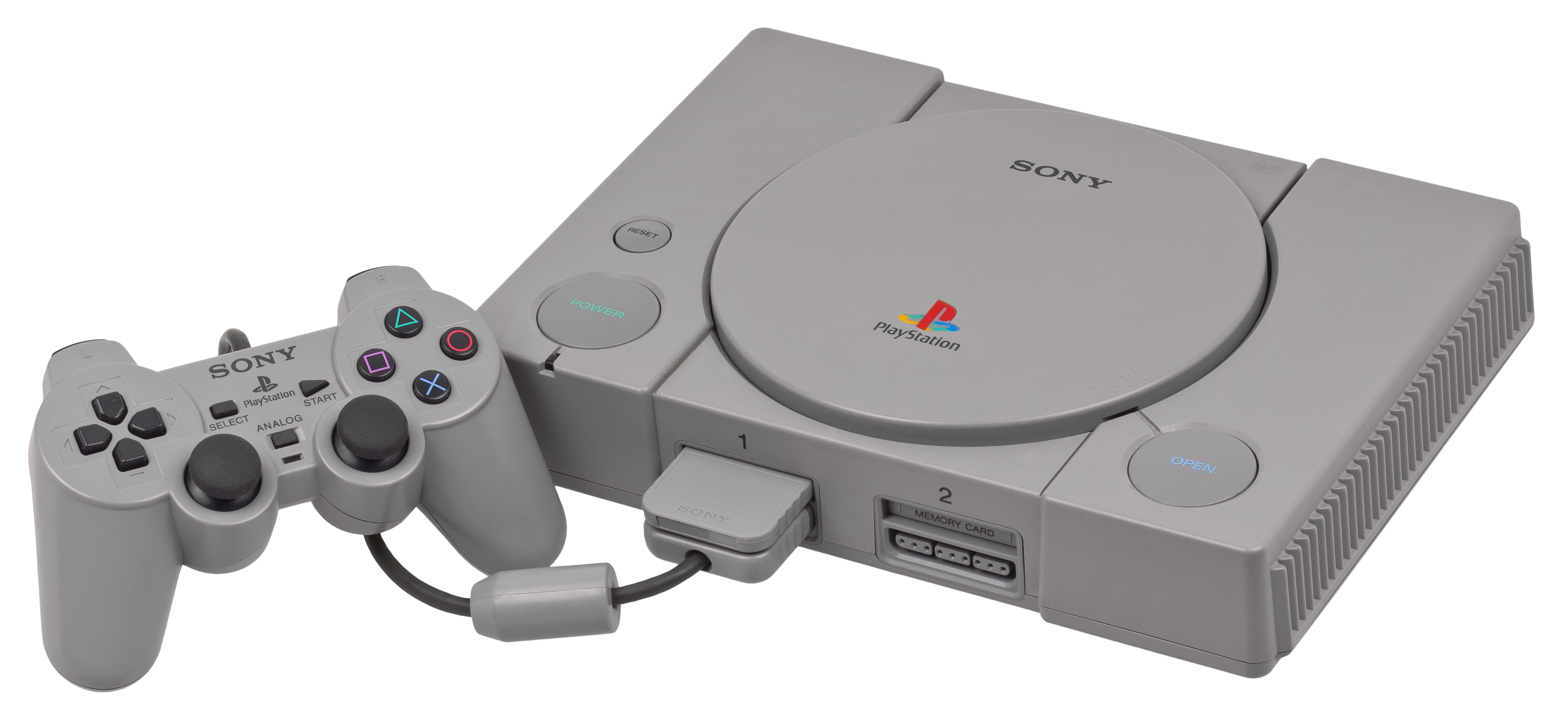
PlayStation (1994)
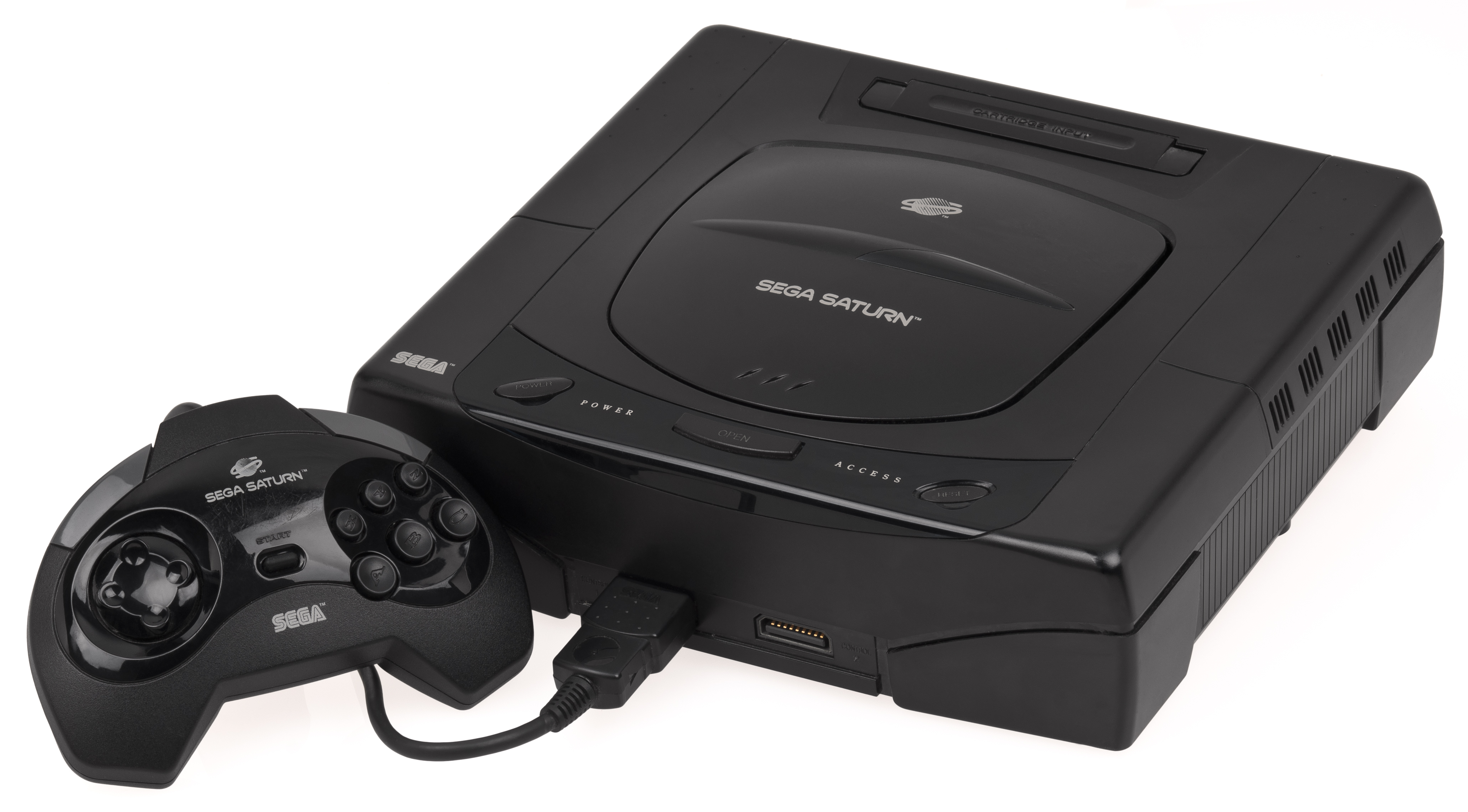
Sega Saturn (1994)
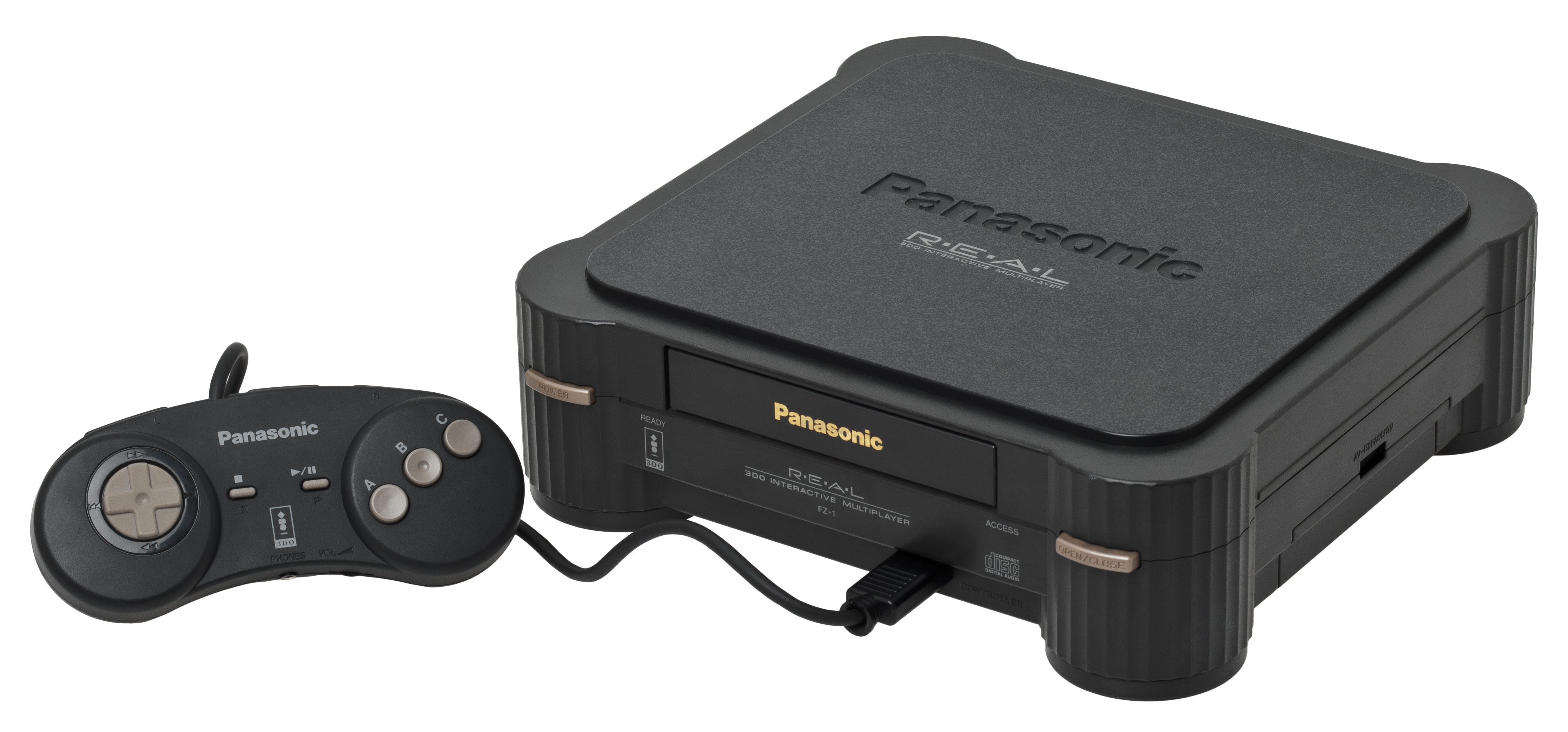
3DO Interactive Multiplayer (1993)
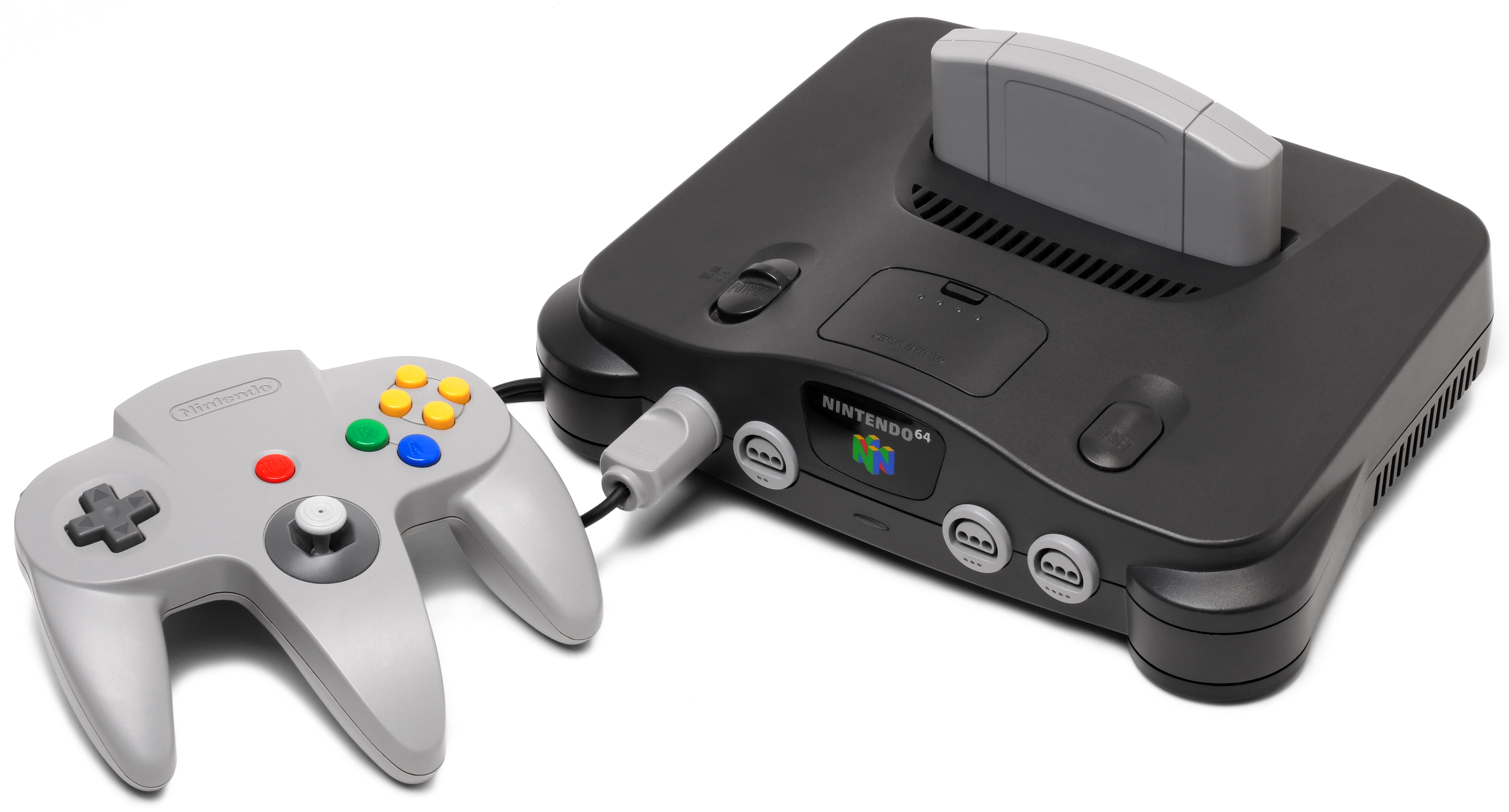
Nintendo 64 (1996)
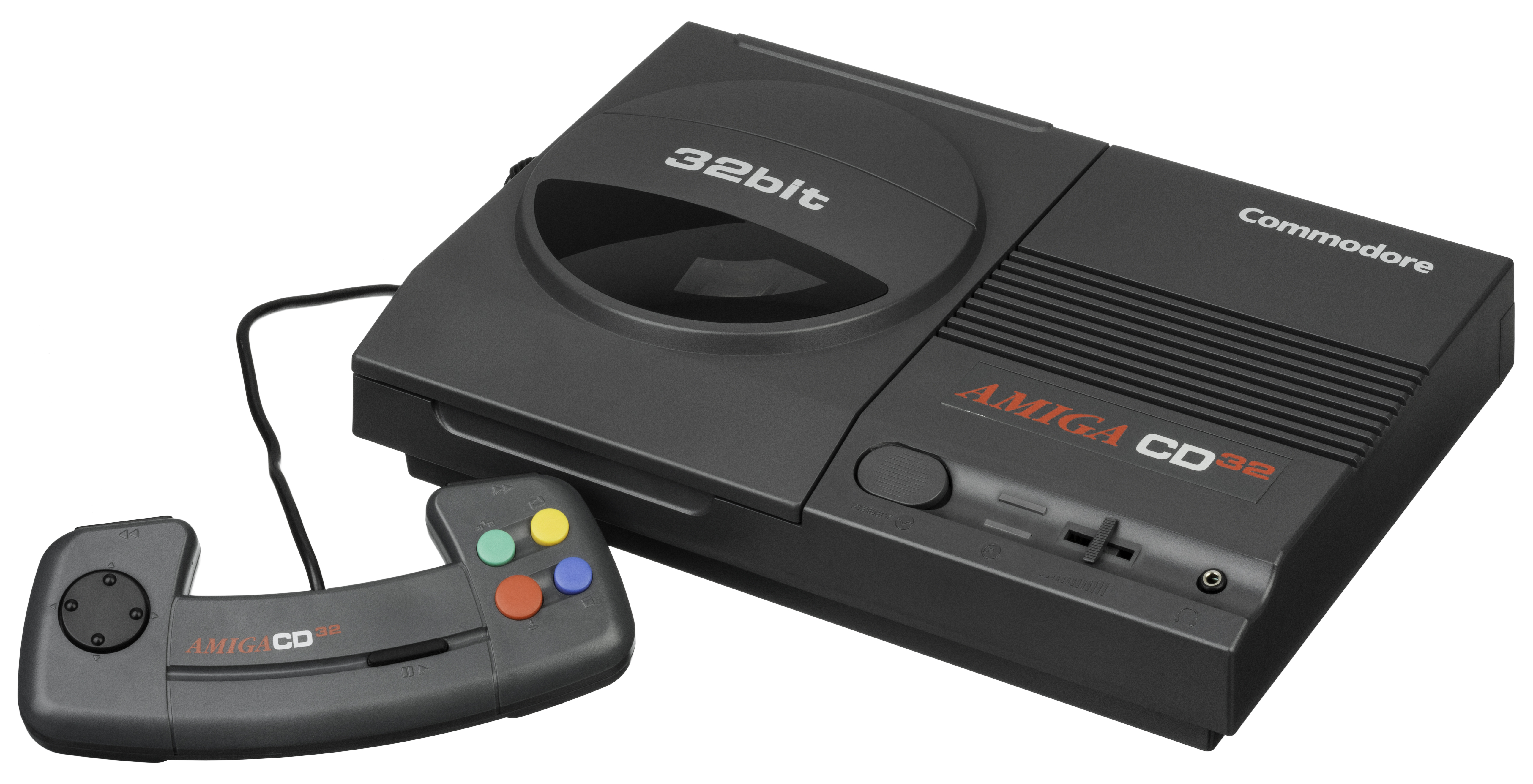
Amiga CD32 (1993)
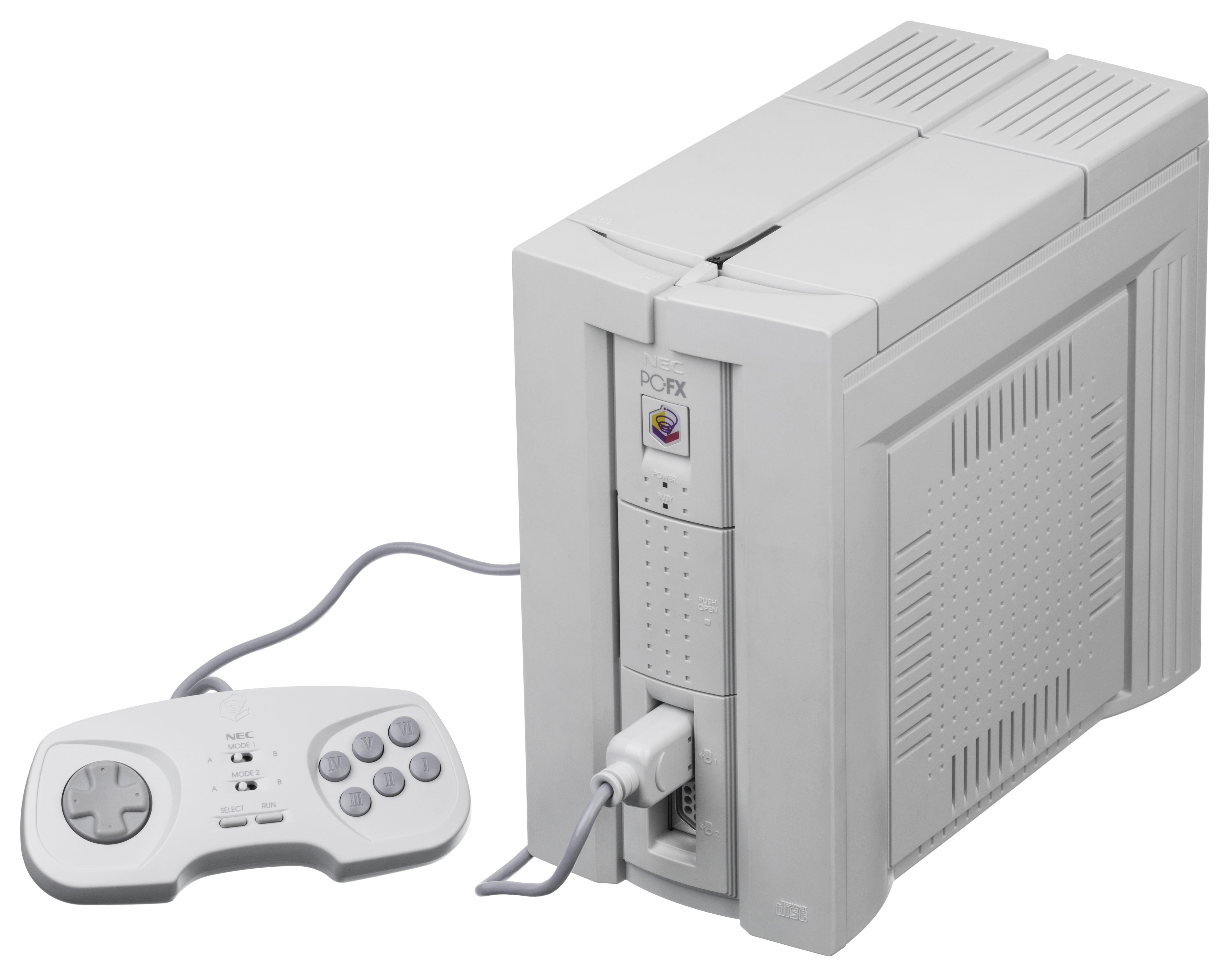
PC-FX (1994)
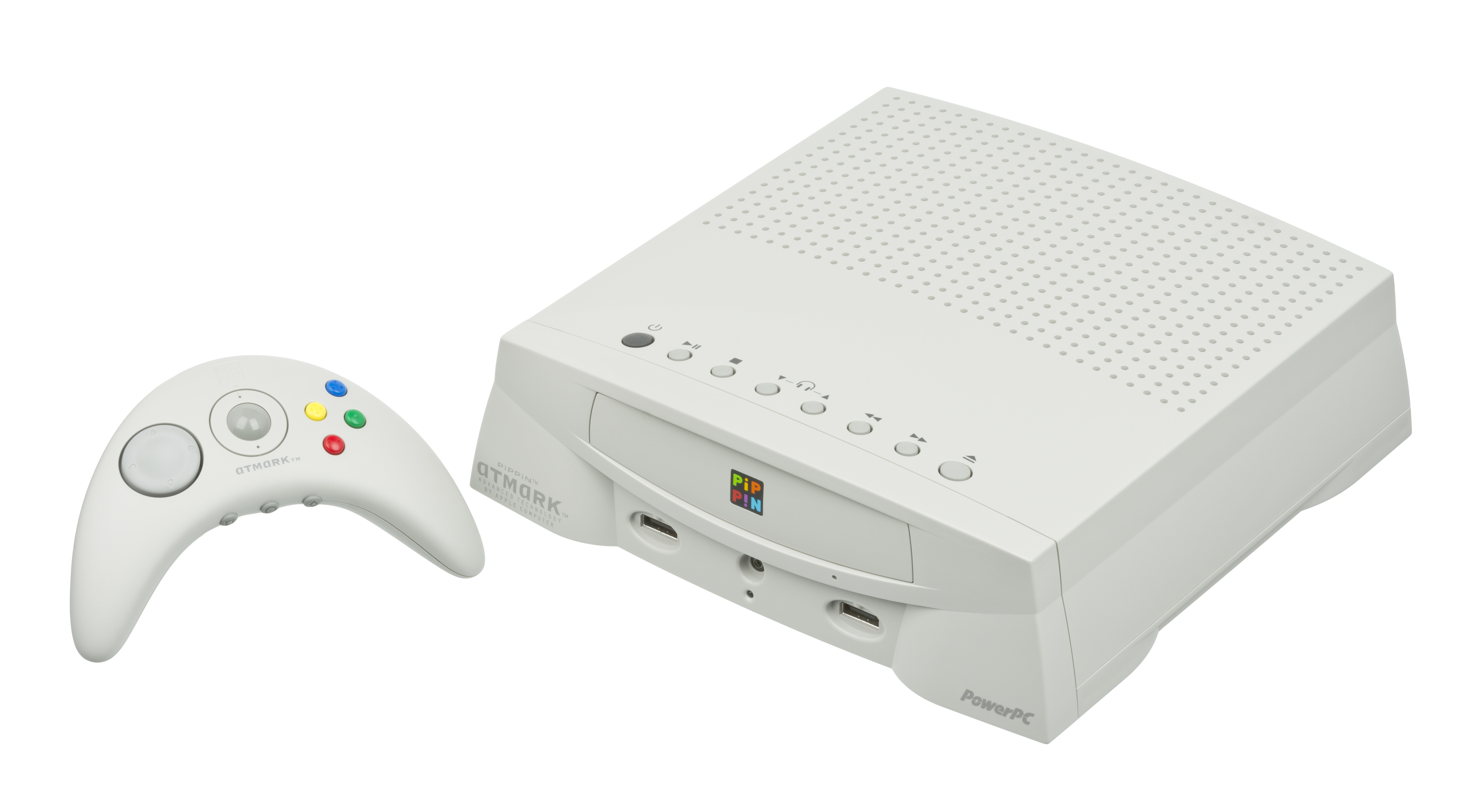
Apple Bandai Pippin (1995)

| Név                         | Megjelenés | Gyártó                  | Eladott darab |
| --------------------------- | ---------- | ----------------------- | ------------- |
| Pioneer LaserActive         | 1993       | Pioneer                 | ~10 000       |
| FM Towns Marty              | 1993       | Fujitsu                 | 45 000        |
| Apple Bandai Pippin         | 1995       | Apple                   | 42 000        |
| PC-FX                       | 1994       | NEC                     | 400 000       |
| Atari Jaguar                | 1993       | Atari                   | 250 000       |
| PlayStation                 | 1994       | Sony                    | 102,49 millió |
| Sega Saturn                 | 1994       | Sega                    | 9,5 millió    |
| 3DO Interactive Multiplayer | 1993       | Panasonic/SanyoGoldstar | 2 millió      |
| Amiga CD32                  | 1993       | Commodore               | 100 000       |
| Casio Loopy                 | 1995       | Casio                   | bukás         |
| Playdia                     | 1994       | Bandai                  |               |
| Nintendo 64                 | 1996       | Nintendo                | 32,93 millió  |

## Hatodik generáció (1998–2013)

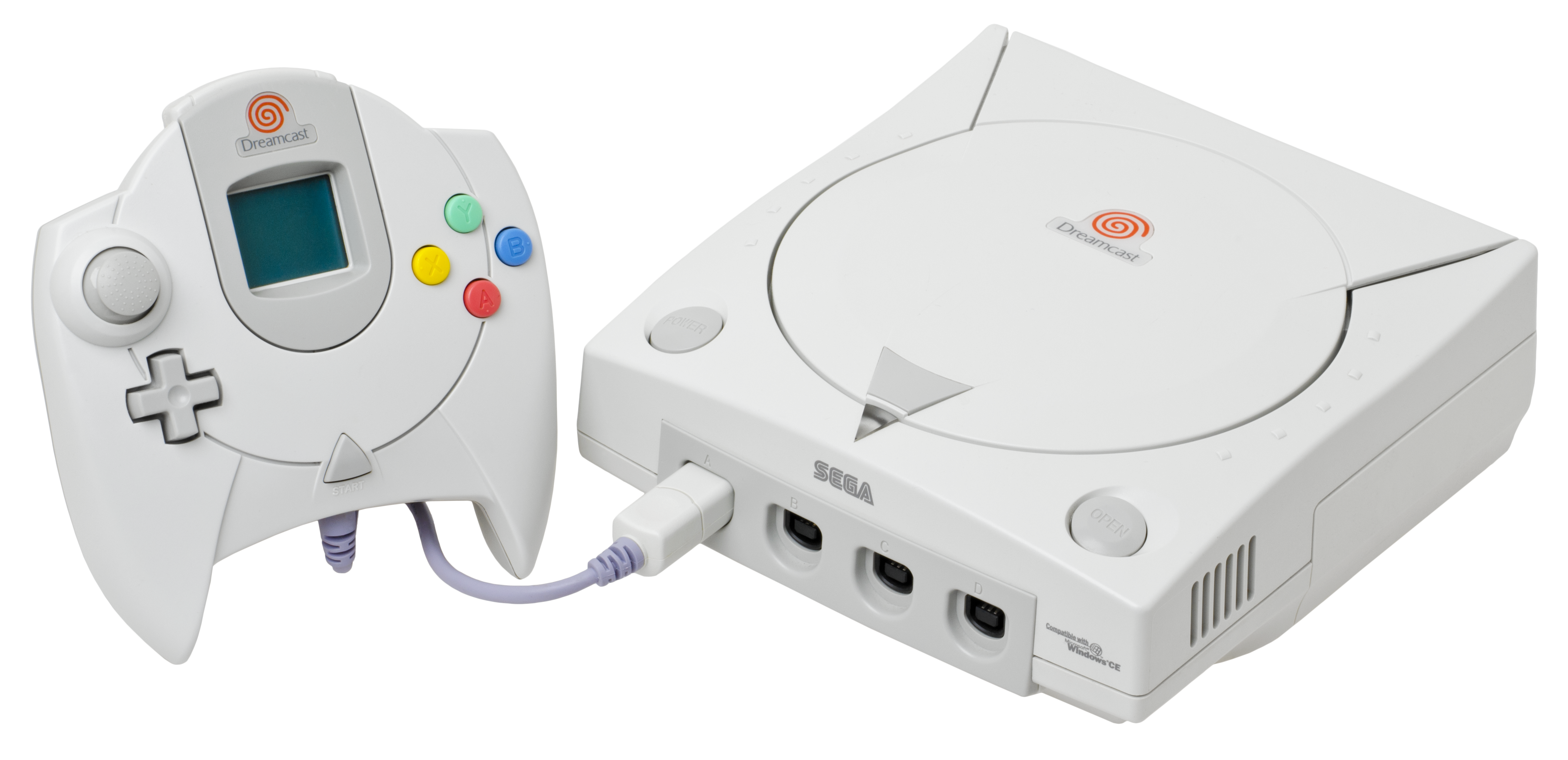
Dreamcast (1998)
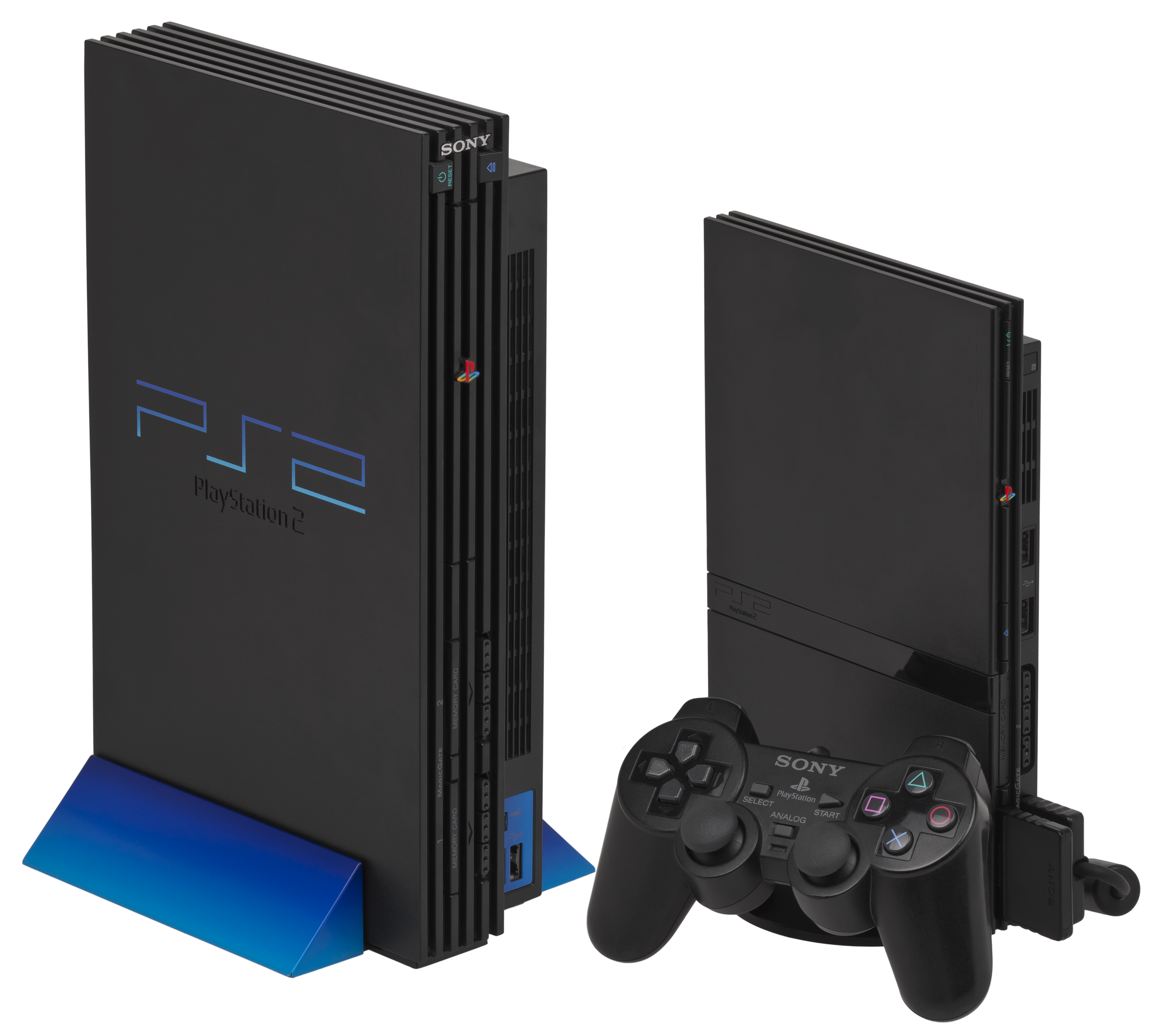
PlayStation 2 (2000)
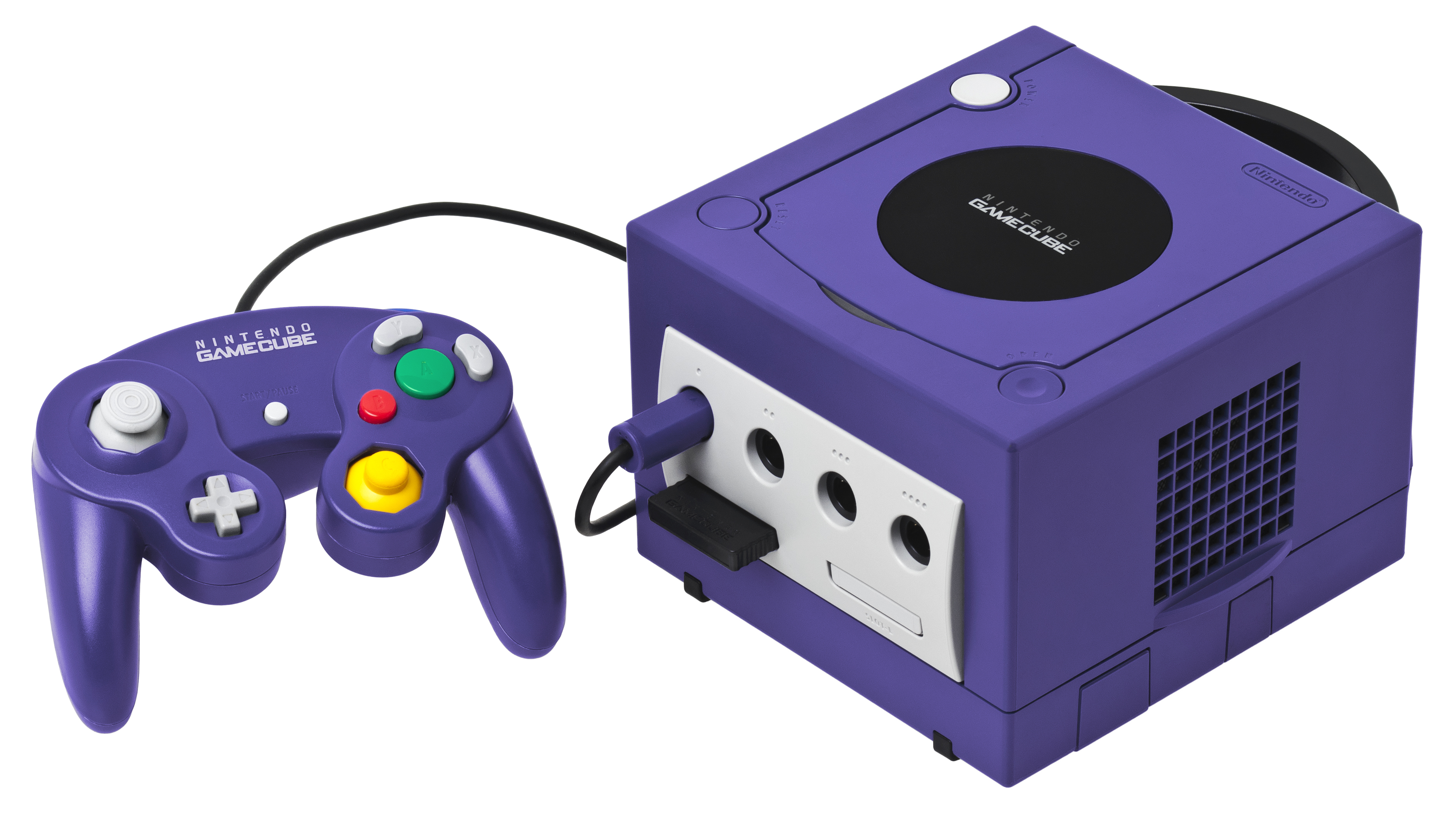
GameCube (2001)
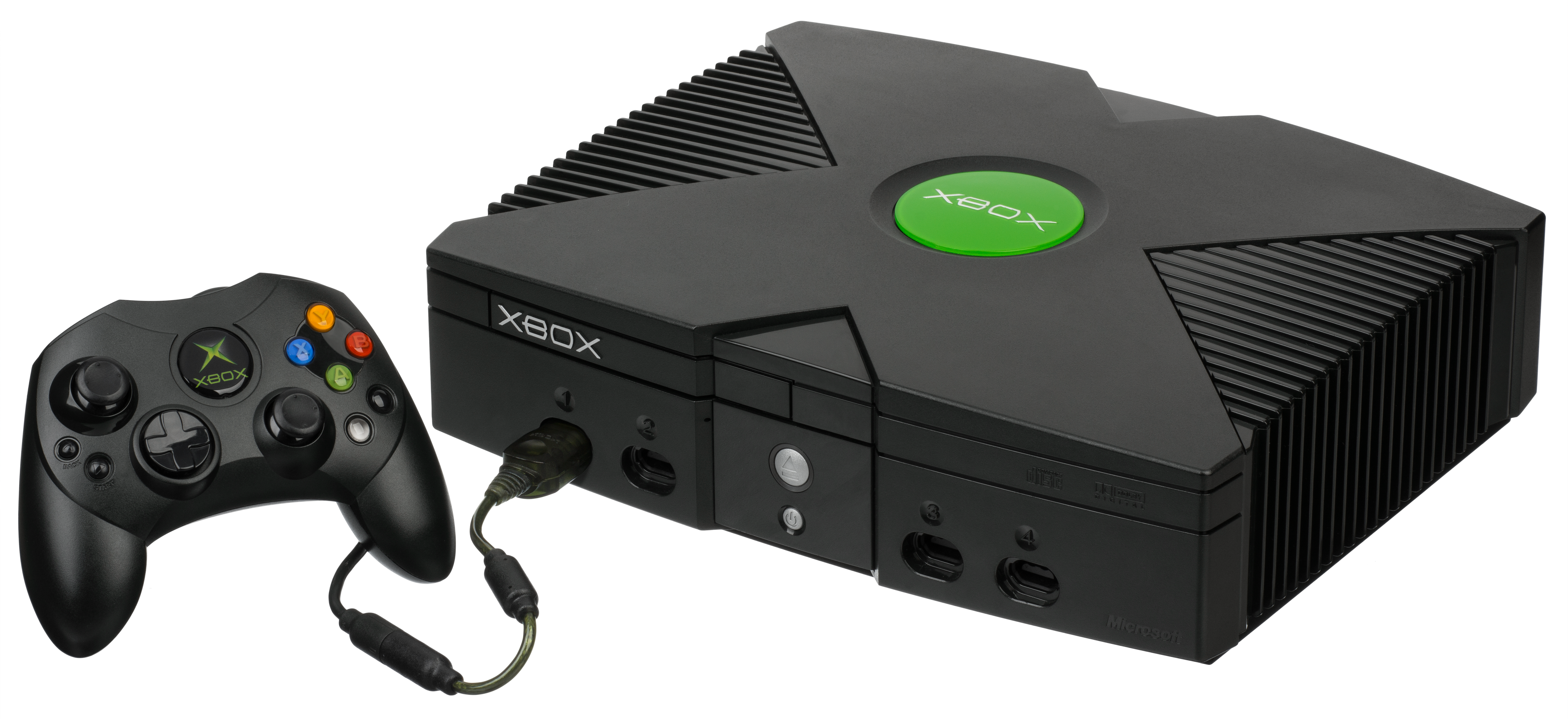
Xbox (2001)

| Név           | Megjelenés | Gyártó    | Eladott darab        |
| ------------- | ---------- | --------- | -------------------- |
| Dreamcast     | 1998       | Sega      | 10,6 millió          |
| PlayStation 2 | 2000       | Sony      | 154 millió           |
| GameCube      | 2001       | Nintendo  | 21,74 millió         |
| Xbox          | 2001       | Microsoft | Több, mint 24 millió |

## Hetedik generáció (2005–2012)

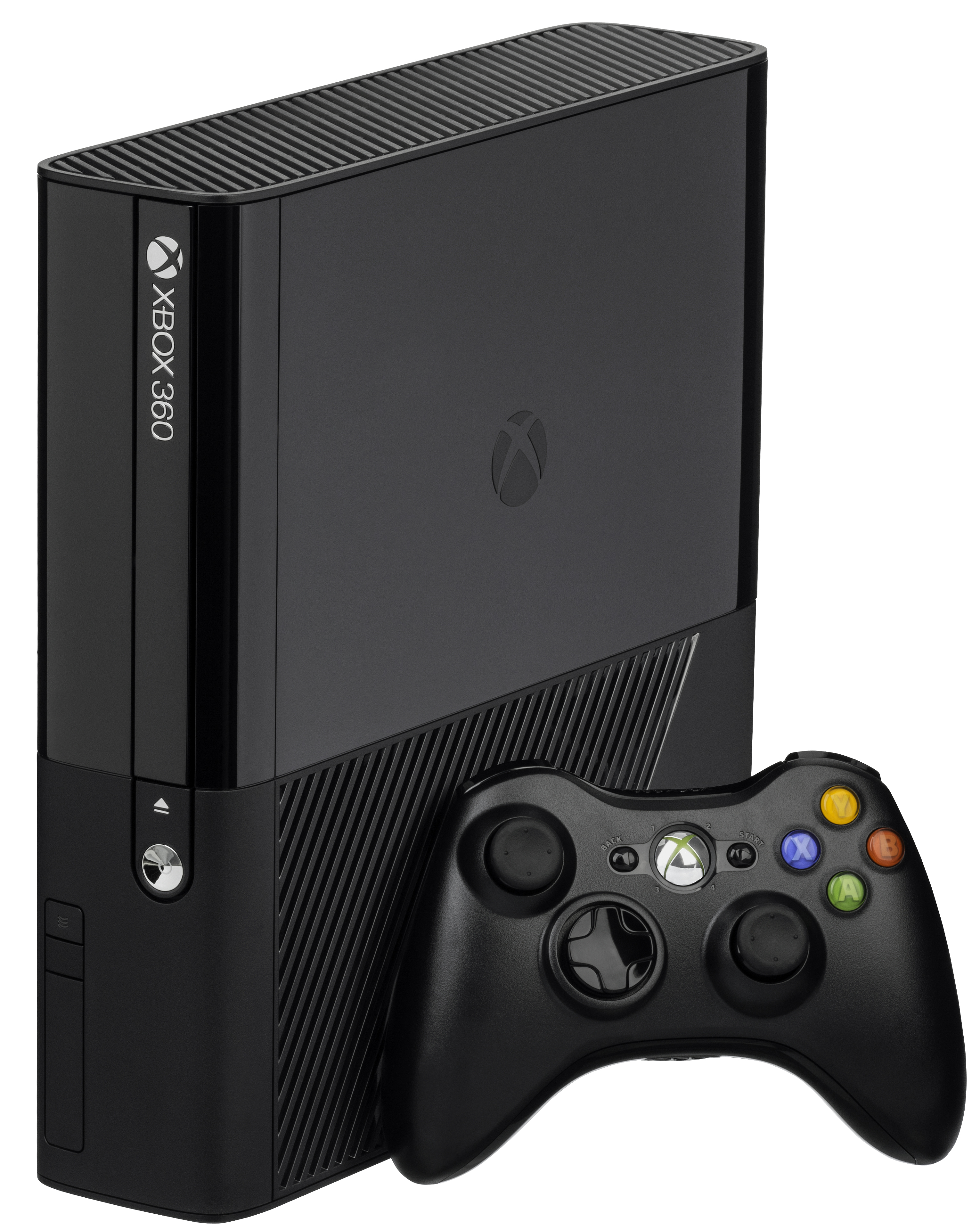
Xbox 360 (2005)
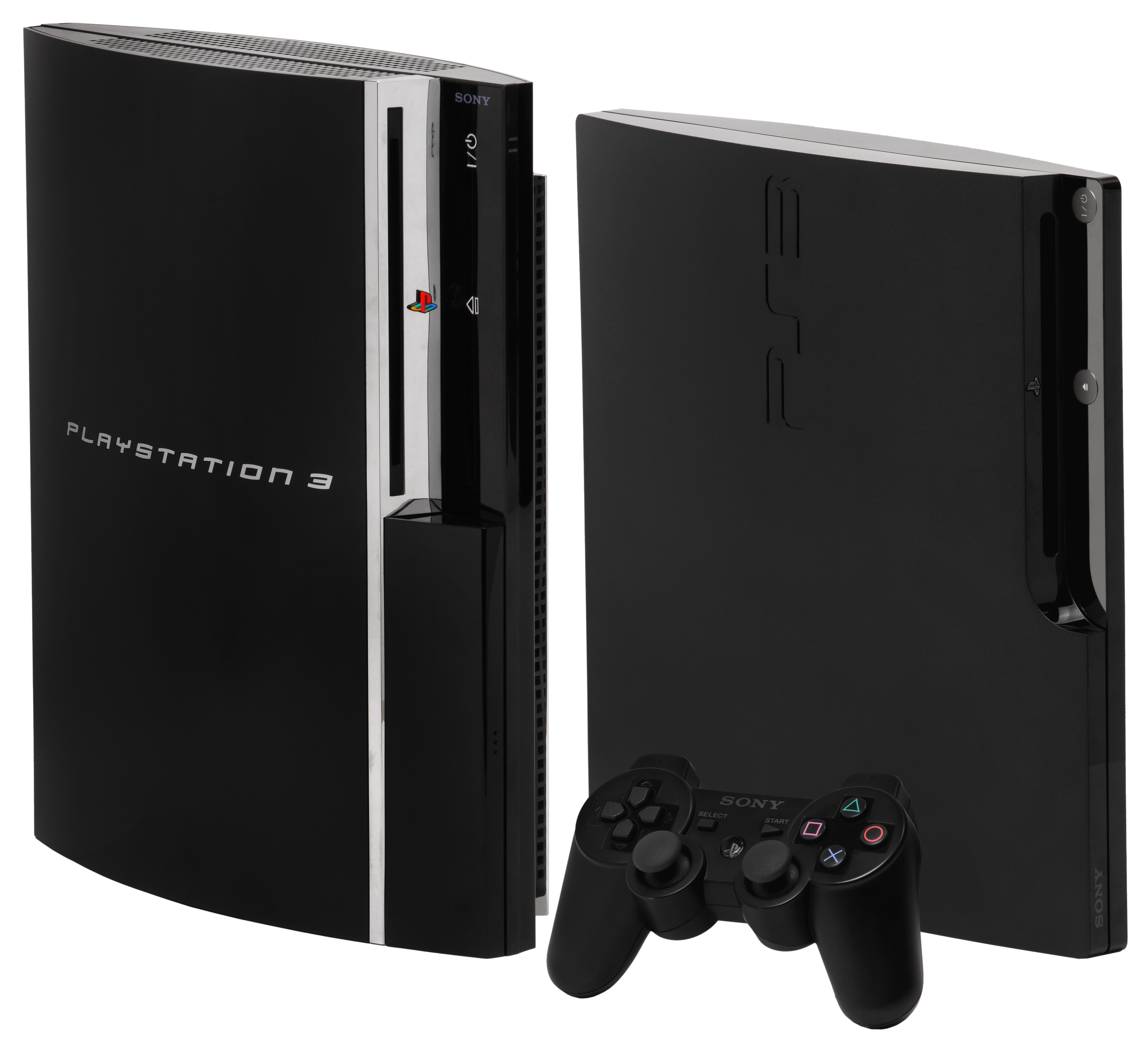
PlayStation 3 (2006)
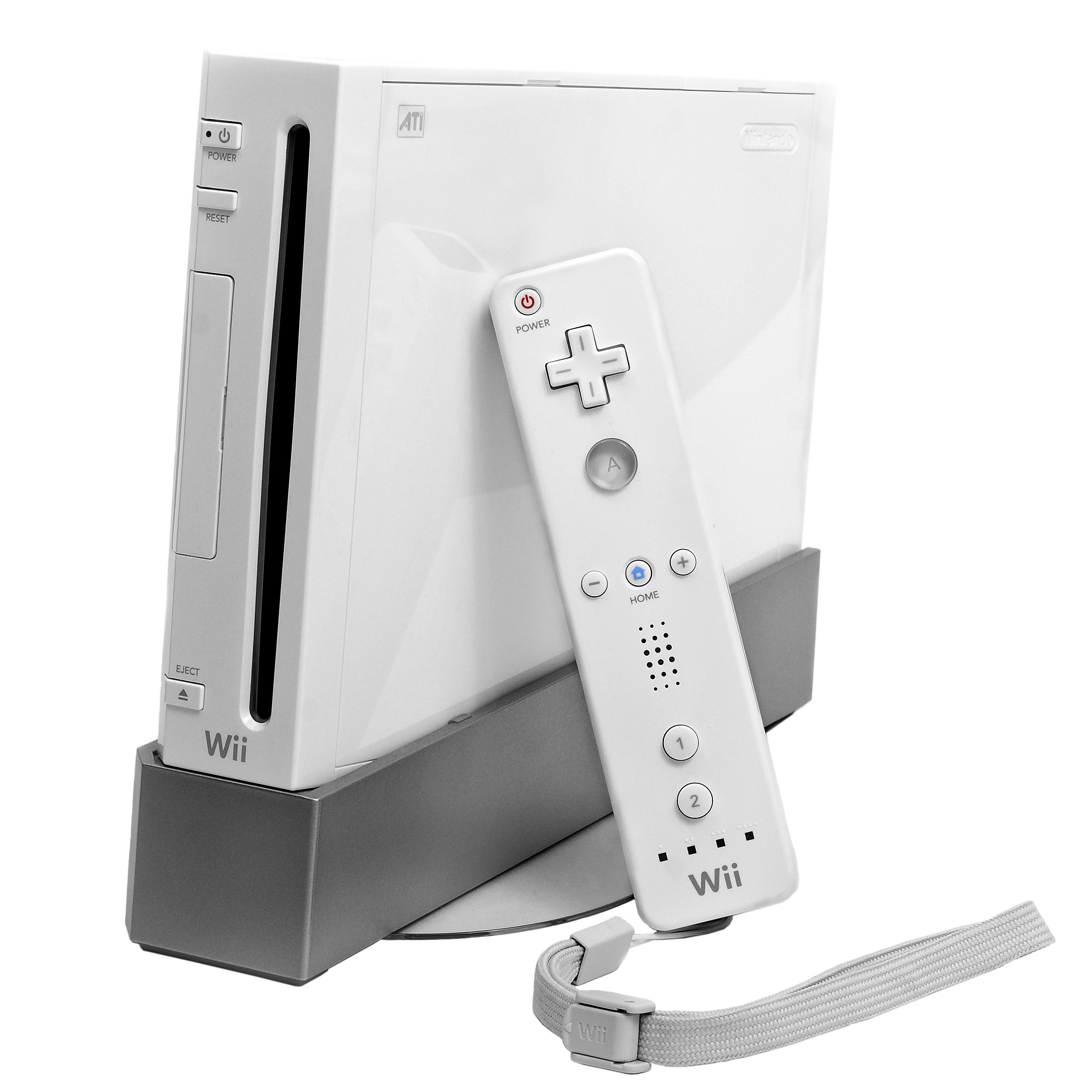
Wii (2006)

| Név           | Megjelenés | Gyártó    | Eladott darab |
| ------------- | ---------- | --------- | ------------- |
| Xbox 360      | 2005       | Microsoft | 68,1 millió   |
| Wii           | 2006       | Nintendo  | 75,9 millió   |
| PlayStation 3 | 2006       | Sony      | 80 millió     |

## Nyolcadik generáció (2012–napjainkig)

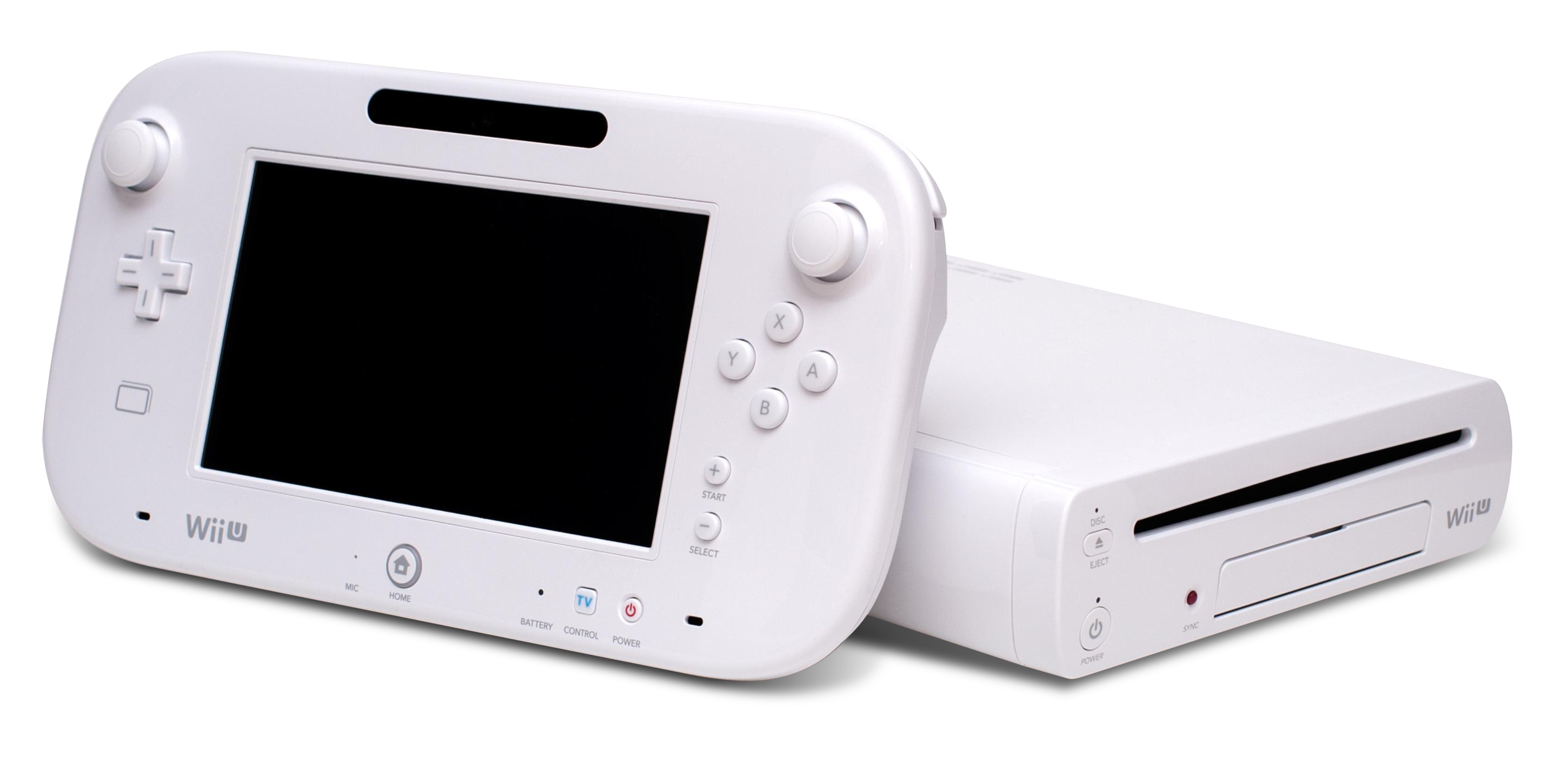
Wii U (2012)
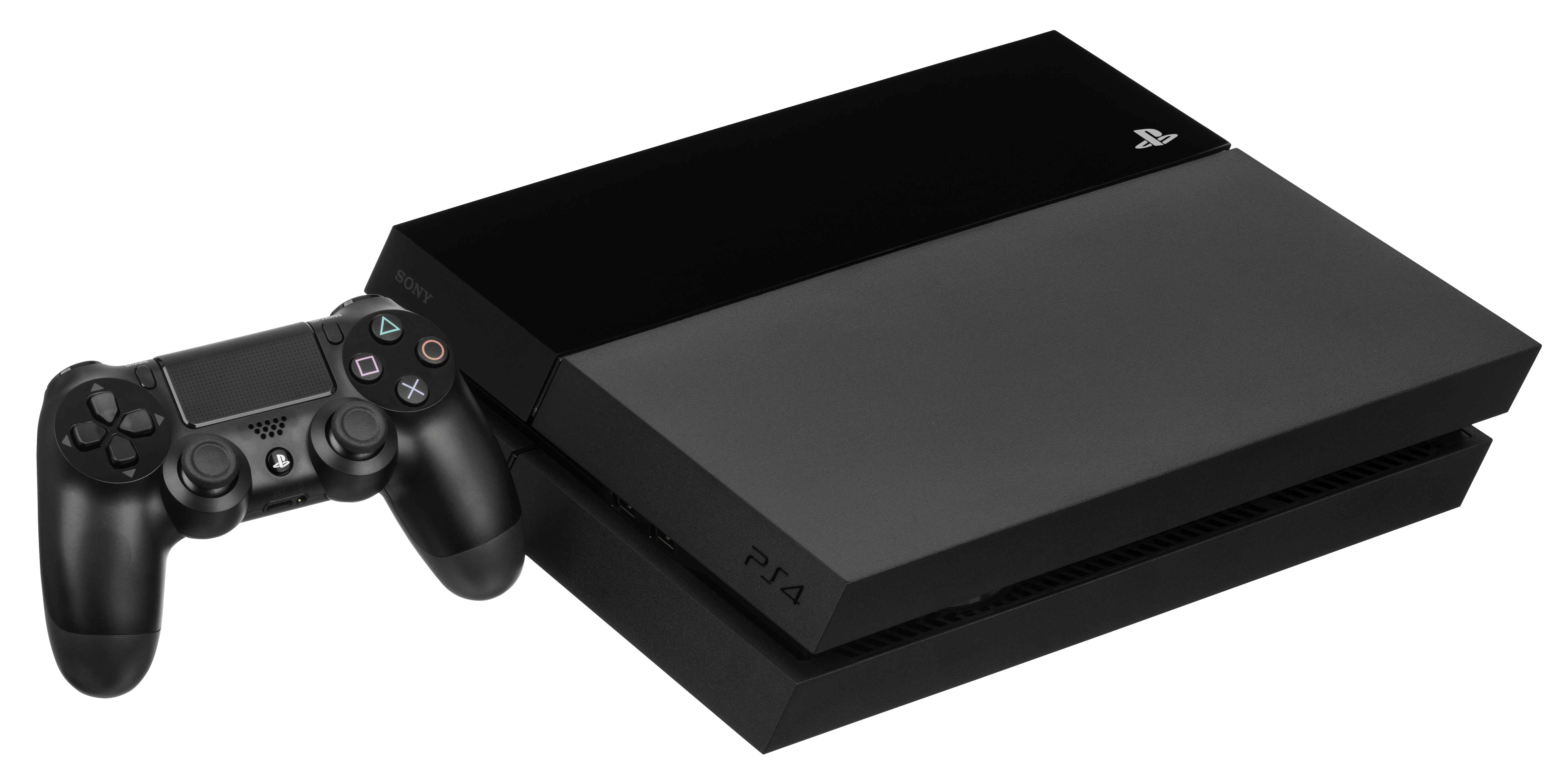
PlayStation 4 (2013)
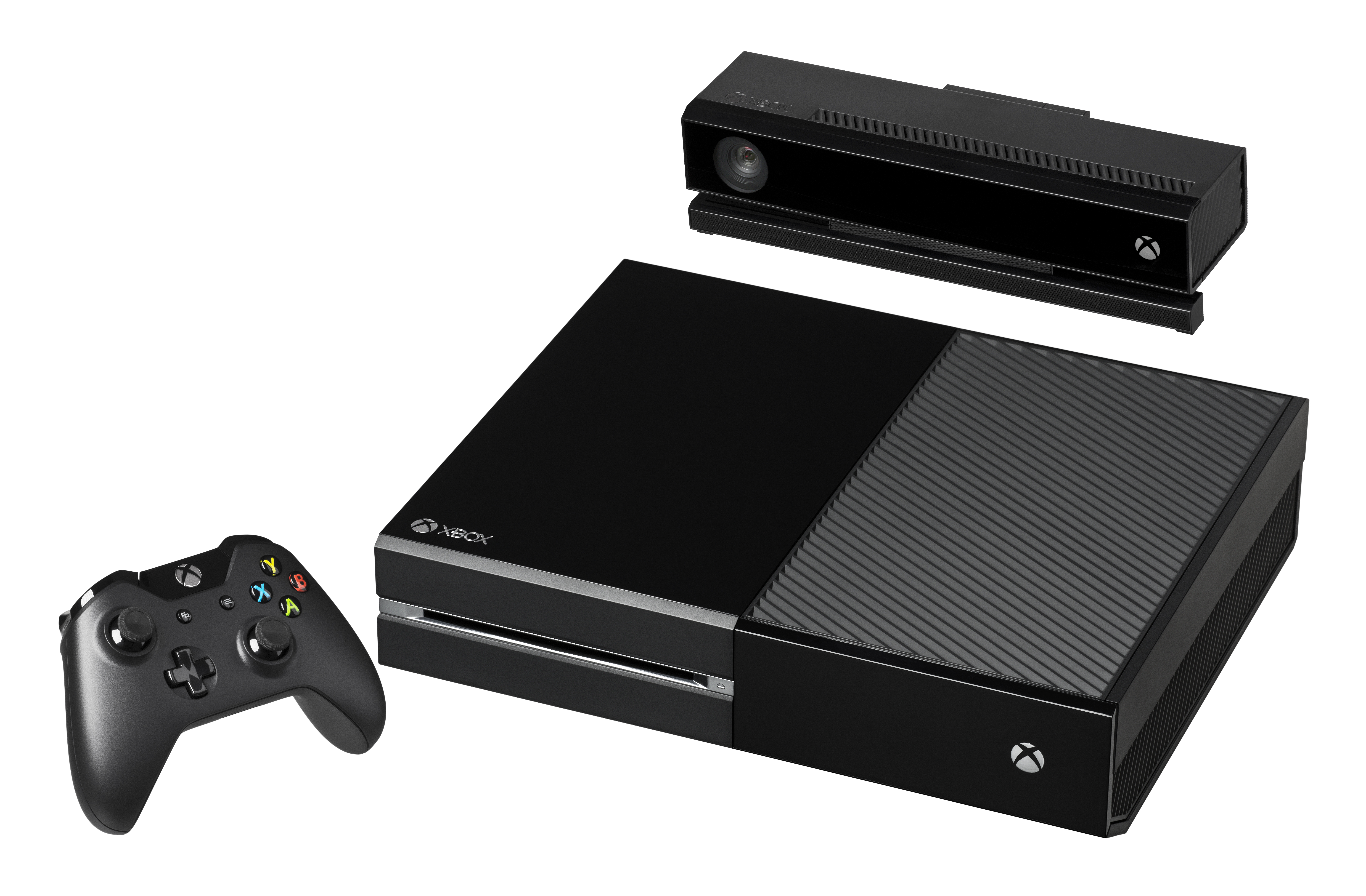
Xbox One (2013)
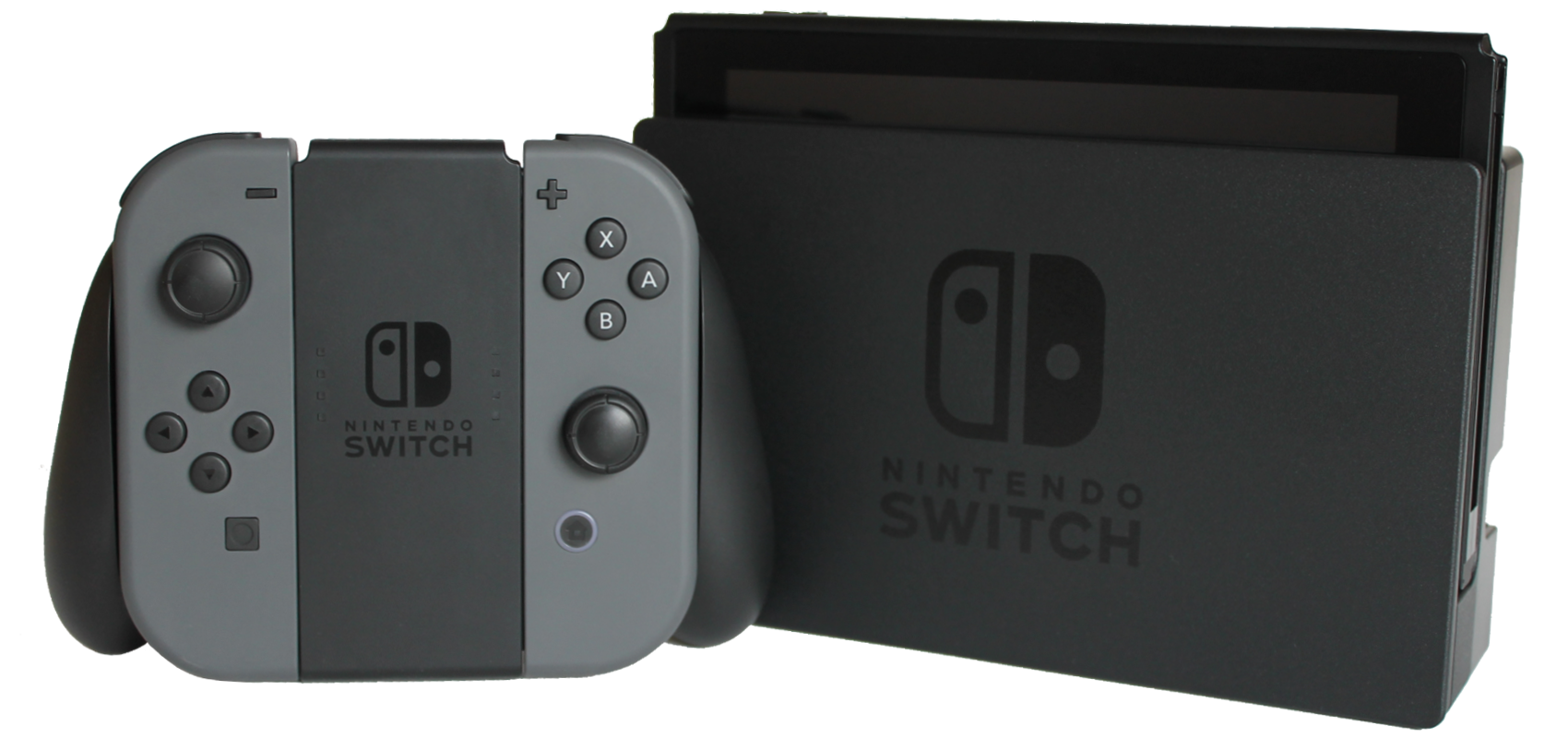
Nintendo Switch (2017)

| Név             | Megjelenés | Gyártó    | Eladott darab                       |
| --------------- | ---------- | --------- | ----------------------------------- |
| Wii U           | 2012       | Nintendo  | 13,56 millió (2016. március 31.-ig) |
| PlayStation 4   | 2013       | Sony      | 53,4 millió (2017. január 1-ig)     |
| Xbox One        | 2013       | Microsoft | ~18-19 millió (2017 januárjáig)     |
| Nintendo Switch | 2017       | Nintendo  | 10 millió (2017. december 12-ig)    |

## Kilencedik generáció (2020–napjainkig)

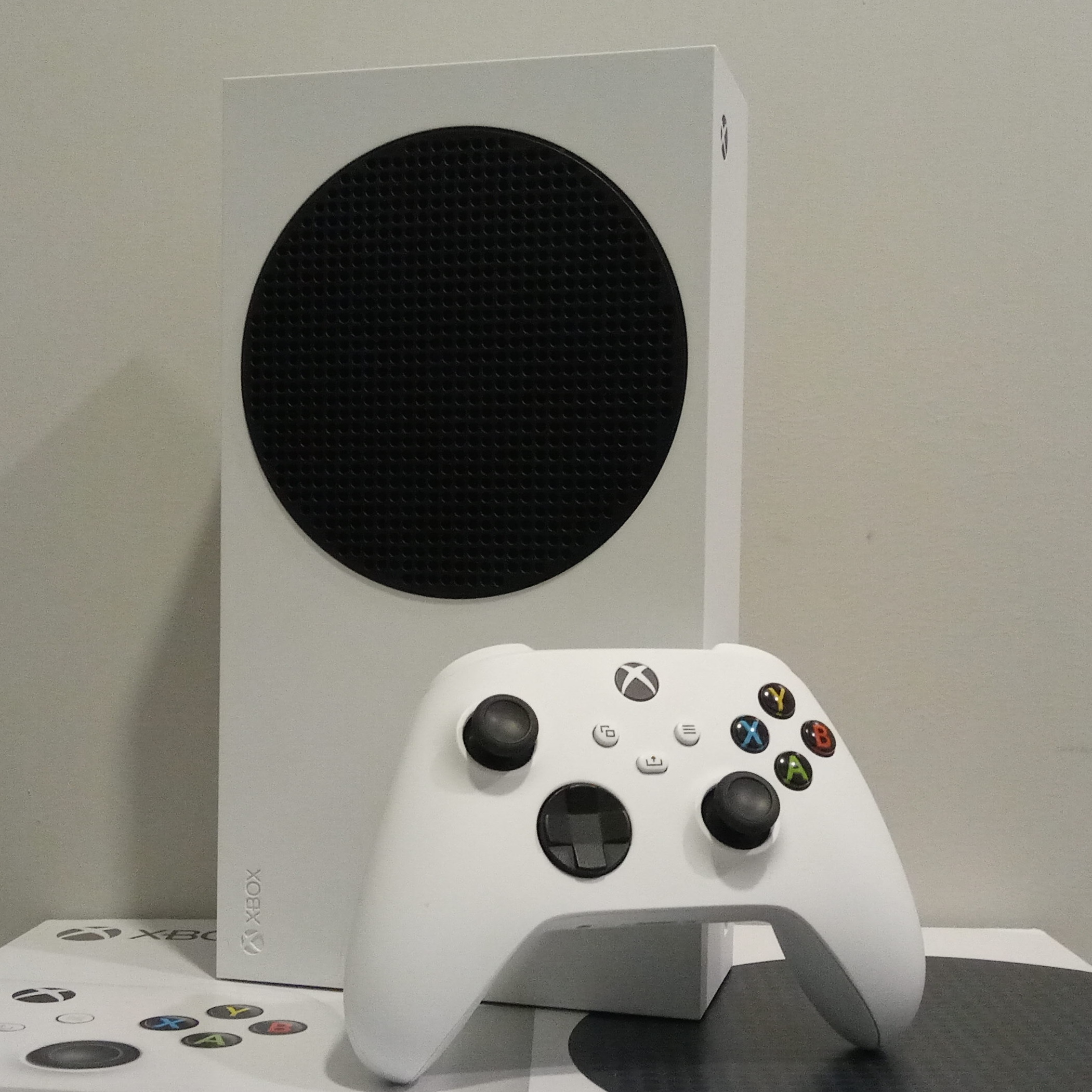
Xbox Series S (2020)
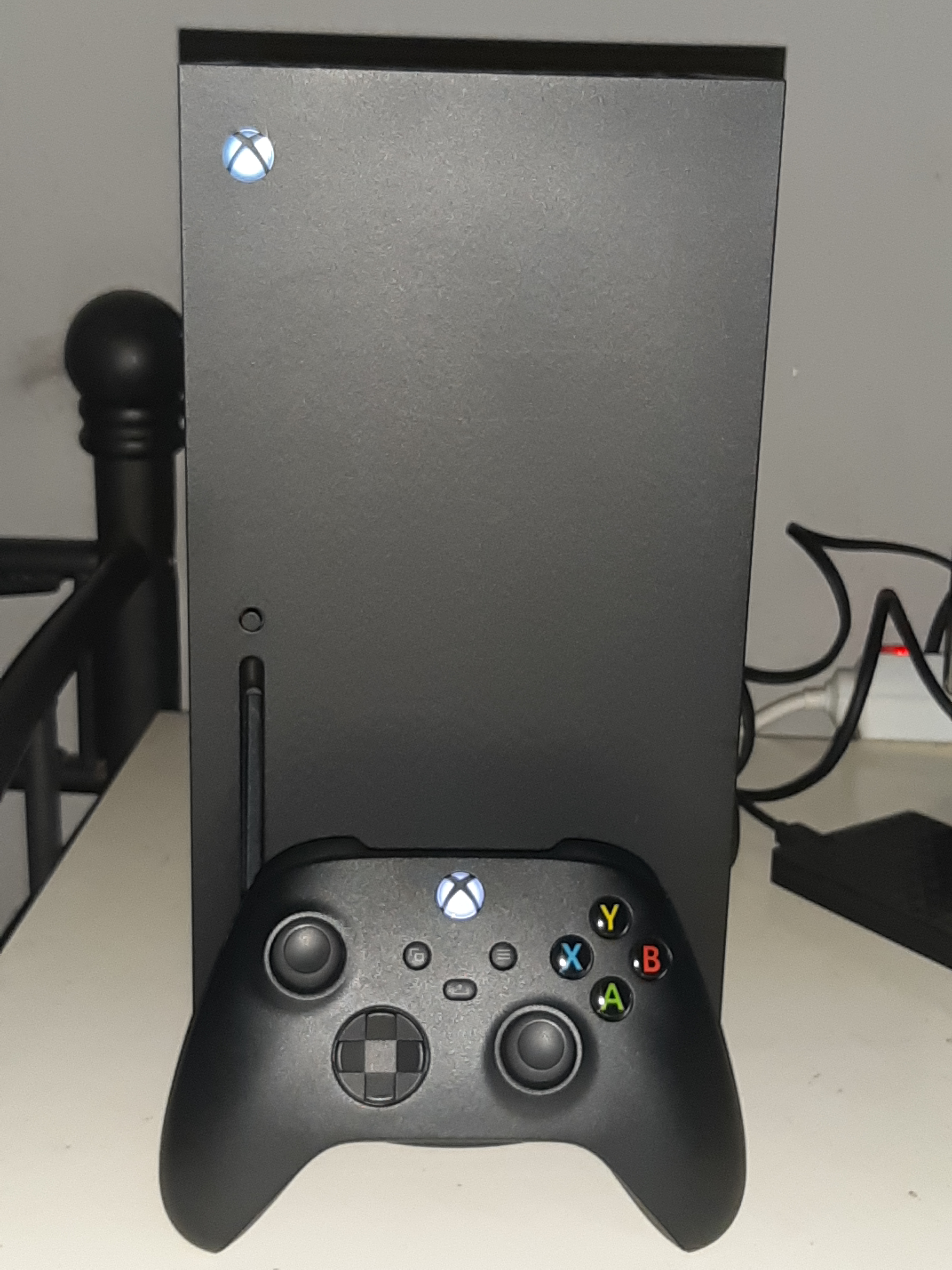
Xbox Series X (2020)
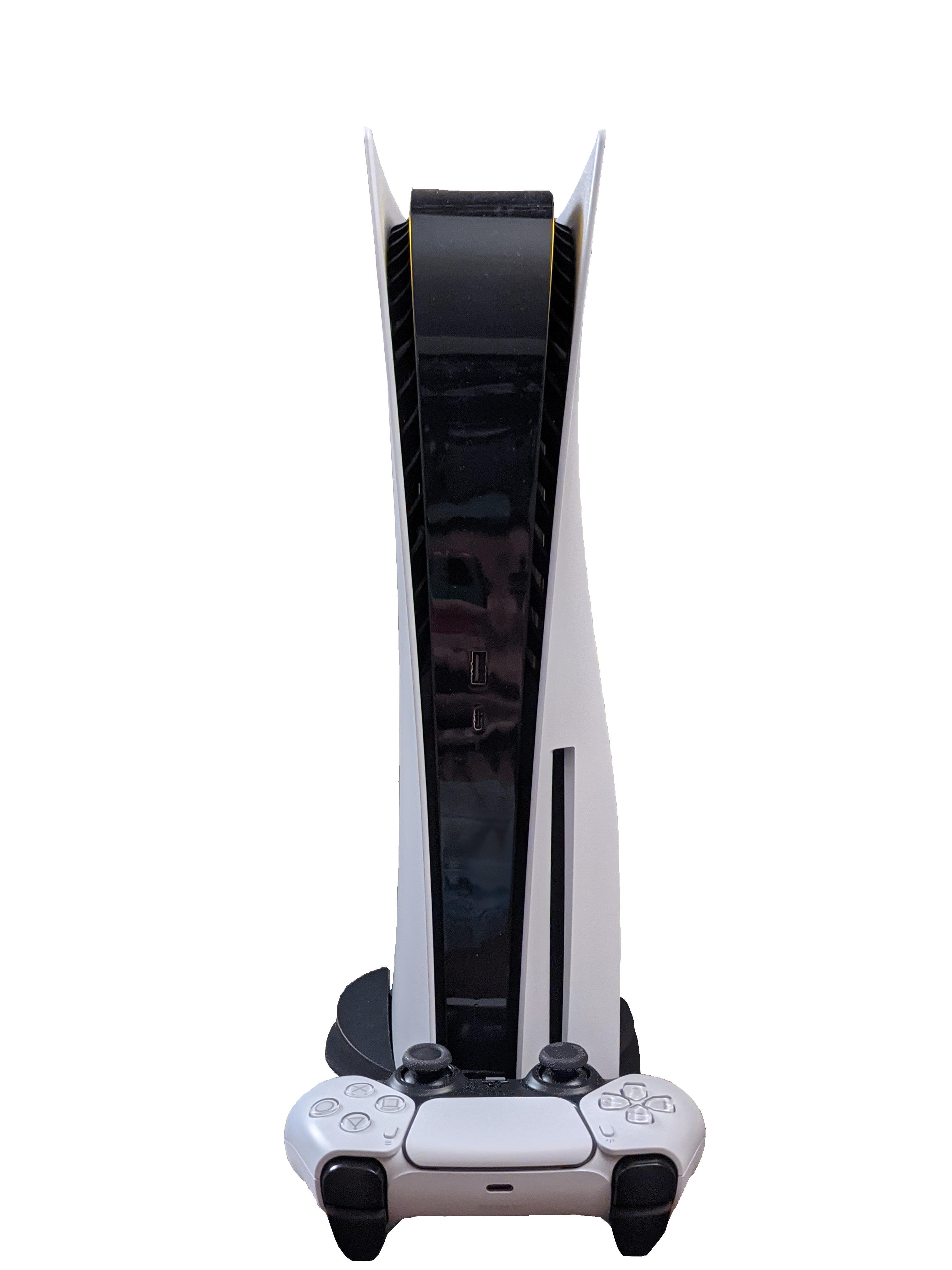
PlayStation 5 (2020)

| Név             | Megjelenés         | Gyártó    | Eladott darab                     |
| --------------- | ------------------ | --------- | --------------------------------- |
| Xbox Series X/S | 2020. november 10. | Microsoft | 3,5 millió (2020. december 31-ig) |
| PlayStation 5   | 2020. november 12. | Sony      | 7,8 millió (2021. március 31-ig)  |